# Siegen
Siegen é uma cidade da Alemanha, localizada no distrito de Siegen-Wittgenstein, na região administrativa de Arnsberg, estado da Renânia do Norte-Vestfália. Com aproximadamente 100 000 habitantes, Siegen encontra-se próxima ao limiar da classificação oficial alemã que distingue cidades grandes e médias. Desde 2012 Siegen recebe oficialmente o título de "Cidade Universitária" (Universitätsstadt).
A cidade localiza-se a noroeste do ponto de encontro entre três estados: Renânia do Norte-Vestfália, Hesse e Renânia-Palatinado. Ela é a cidade natal do famoso pintor barroco Peter Paul Rubens. Por este motivo, autodenomina-se "Cidade de Rubens" (Rubensstadt).
O antigo principado de Nassau-Siegen foi governado por muitos anos pelo príncipe João Maurício de Nassau (1604-1679), cognominado "o Brasileiro", que entre 1637 e 1644 administrou e expandiu os territórios das Índias Ocidentais no nordeste do Brasil durante a invasão holandesa. O seu corpo está depositado no castelo Unteres Schloss, no centro de Siegen.  

## Geografia

### Posição geográfica
Siegen localiza-se na região de Siegerland, na base de um vale do curso superior do rio Sieg, no qual, dentro dos limites do território da cidade, desaguam os afluentes Ferndorf e Weiß. Da base do vale ramificam-se diversos outros vales, em várias direções. As montanhas que circundam a cidade, quando não povoadas, são cobertas por uma floresta em talhadia. Ao norte da cidade encontra-se a região de Sauerland; a nordeste, a região de Wittgenstein, na serra de Rotharr (Rotharrgebirge); ao sul, a serra de Westerwald; a oeste, a região de Wildenburger Land.
As cidades grandes mais próximas de Siegen são (em distancia média percorrida com os meios de transporte comuns): ao Norte, Hagen (83 km); a sudeste, Frankfurt sobre o Meno (125 km); a sudoeste, Coblença (105 km); a oeste, Colônia (93 km). A distância real é de aproximadamente 65 km (Hagen), 95 km (Frankfurt sobre o Meno), 65 km (Coblença) e 75 km (Colônia).
A cidade localiza-se na rota turística Oranien-Route, que reúne cidades e regiões dos Países Baixos e da Alemanha ligadas à Casa de Orange-Nassau.

### Montes
Na região central de Siegen encontram-se oito montes:
- Giersberg (358 m)
- Siegberg (307 m)
- Lindenberg (373 m)
- Häusling (364 m)
- Rosterberg (326 m)
- Fischbacherberg (371 m)
- Wellersberg (346 m)
- Heidenberg (315 m)

Outros montes localizados no território da cidade de Siegen são, por exemplo, o Gilberg, entre os bairros de Eiserfeld e Hengsbach, e o Pfannenberg, entre Eiserfeld e Salchendorf.

### Extensão territorial

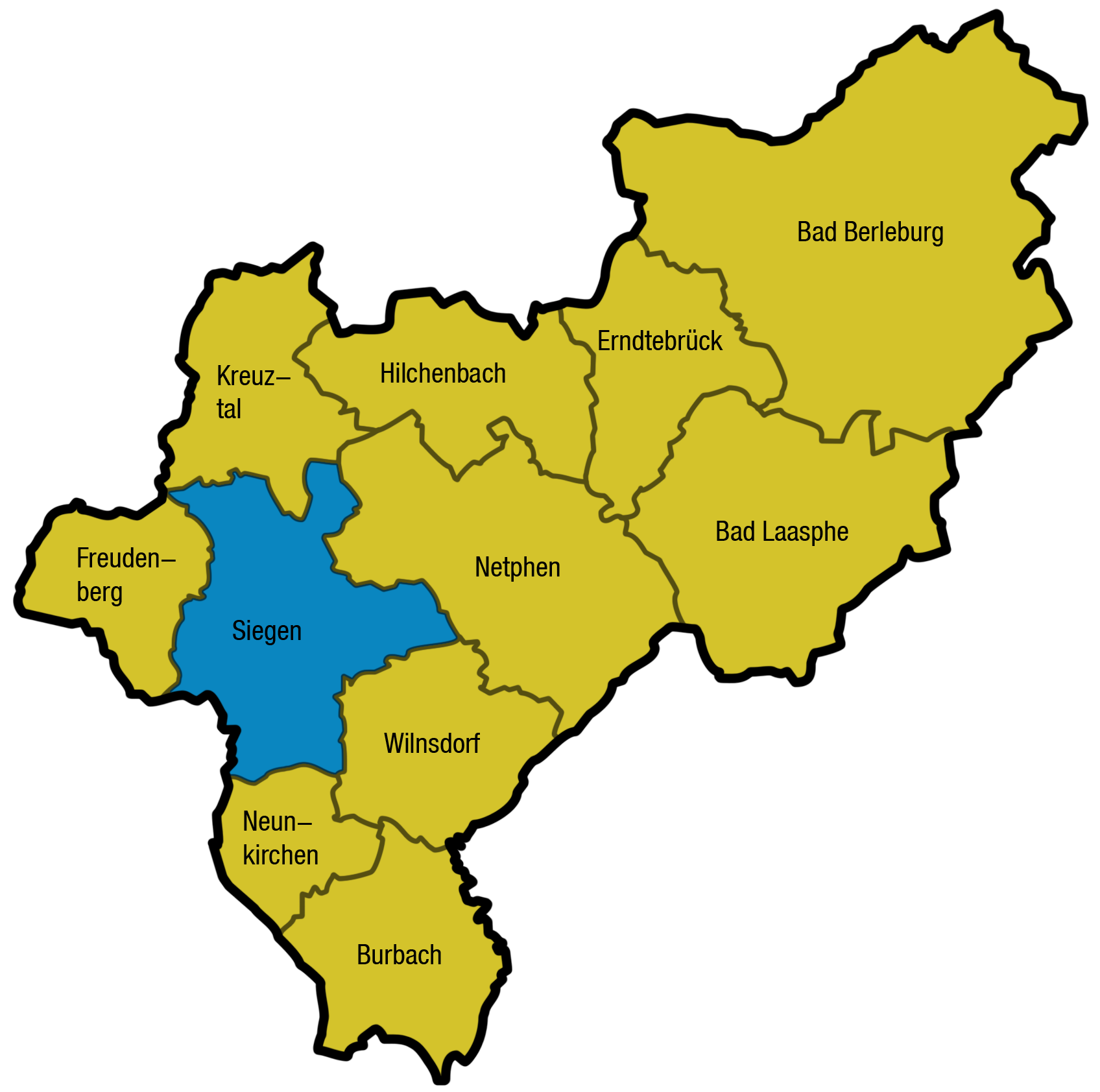
A região de Siegerland. Em azul, a cidade de Siegen. Imagem: Bob Ionescu.

A área total da cidade é de aproximadamente 115 km². A extensão máxima de leste a oeste totaliza 11 km; de norte a sul, 12 km. As fronteiras da cidade têm 48 km de extensão. Siegen localiza-se a 290 m acima do nível do mar (segundo a medição alemã Normalnull). O ponto mais elevado da cidade é o pico da montanha Pfannenberg, na fronteira ao sul da cidade, com uma altura de 499 m acima do nível do mar. O ponto mais baixo da região é Niederschelden (215 m acima do nível do mar), na fronteira sudoeste da cidade, onde se encontra, ao mesmo tempo, a fronteira com o estado Renânia-Palatinado. Aproximadamente 51% do território municipal é coberto por florestas.

### Cidades e municípios vizinhos
A cidade faz ao norte fronteira com a cidade de Kreuztal (31 000 habitantes) e com o município de Wenden (19 560 habitantes; distrito de Olpe). A leste localiza-se a cidade de Netphen (23 076 habitantes); a Sudeste, o município de Willnsdorf (20 132 habitantes); ao sul, o município de Neunkirchen (13 609 habitantes); a oeste, o município de Mudersbach (5 788 habitantes; distrito de Altenkirchen, no estado Renânia-Palatinado); a noroeste, a cidade de Freudenberg (17 796 habitantes).

### Divisão territorial
A cidade é dividida em seis distritos municipais (Bezirke), subdivididos em diversos bairros (Stadtteile ou Ortsteile). Cada distrito municipal tem uma junta distrital com 15 membros votantes e 15 não-votantes. A escolha dos membros de cada distrito é feita pelo conselho municipal, seguindo a proporção de representantes de cada partido eleitos nas eleições municipais de cada distrito. Cada junta resolve determinados problemas e cumpre certas tarefas relacionadas a seu respetivo distrito municipal. As decisões são incorporadas no estatuto da cidade.
Entre 1° de julho de 1966 e 31 de dezembro de 1974, os bairros (Stadtteile) de Weidenau, Geisweid, Birlenbach, Langenholdinghausen, Buchen, Sohlbach, Dillnhütten, Niedersetzen, Obersetzen e Meiswinkel formavam a antiga cidade de Hüttental. Os bairros de Eiserfeld, Eisern, Gosenbach, Niederschelden e Oberschelden formavam a antiga cidade de Eiserfeld.
| Distrito municipal | Bairro                                 | Número de moradores       |
| ------------------ | -------------------------------------- | ------------------------- |
| I (Geisweid)       | Birlenbach                             | 1 020                     |
| I (Geisweid)       | Meiswinkel                             | 641                       |
| I (Geisweid)       | Langenholdinghausen                    | 1 956                     |
| I (Geisweid)       | Geisweid                               | 13 416                    |
| I (Geisweid)       | Dillnhütten                            | 261                       |
| I (Geisweid)       | Sohlbach                               | 585                       |
| I (Geisweid)       | Buchen                                 | 728                       |
| I (Geisweid)       | Niedersetzen                           | 636                       |
| I (Geisweid)       | Obersetzen                             | 856                       |
| I (Geisweid)       | Siegen-Geisweid (total)                | 20 099                    |
| II (Weidenau)      | Weidenau                               | 16 396                    |
| II (Weidenau)      | Siegen-Weidenau (total)                | 16 396                    |
| III (Ost)          | Kaan-Marienborn                        | 3 507                     |
| III (Ost)          | Alt-Siegen (Giersberg)                 | Cf. Distrito municipal IV |
| III (Ost)          | Bürbach                                | 2 216                     |
| III (Ost)          | Volnsberg                              | 239                       |
| III (Ost)          | Breitenbach                            | 322                       |
| III (Ost)          | Feuersbach                             | 399                       |
| III (Ost)          | Siegen-Ost (total, exceto Alt-Siegen)  | 6 683                     |
| IV (Mitte)         | Alt-Siegen                             | 38 962                    |
| IV (Mitte)         | Siegen-Mitte (total)                   | 38 962                    |
| V (West)           | Seelbach                               | 2 186                     |
| V (West)           | Trupbach                               | 1 813                     |
| V (West)           | Alt-Siegen (Wellersberg)               | Cf. Distrito municipal IV |
| V (West)           | Alt-Siegen (Fischbacherberg)           | Cf. Distrito municipal IV |
| V (West)           | Alt-Siegen (Achenbach)                 | Cf. Distrito municipal IV |
| V (West)           | Alt-Siegen (Rothenberg)                | Cf. Distrito municipal IV |
| V (West)           | Siegen-West (total, exceto Alt-Siegen) | 3 999                     |
| VI (Süd)           | Oberschelden                           | 1 187                     |
| VI (Süd)           | Niederschelden                         | 5 244                     |
| VI (Süd)           | Eiserfeld                              | 8 046                     |
| VI (Süd)           | Eisern                                 | 2 320                     |
| VI (Süd)           | Gosenbach                              | 2 300                     |
| VI (Süd)           | Siegen-Süd (total)                     | 19 097                    |
|                    | Stadt Siegen                           | 105.236                   |

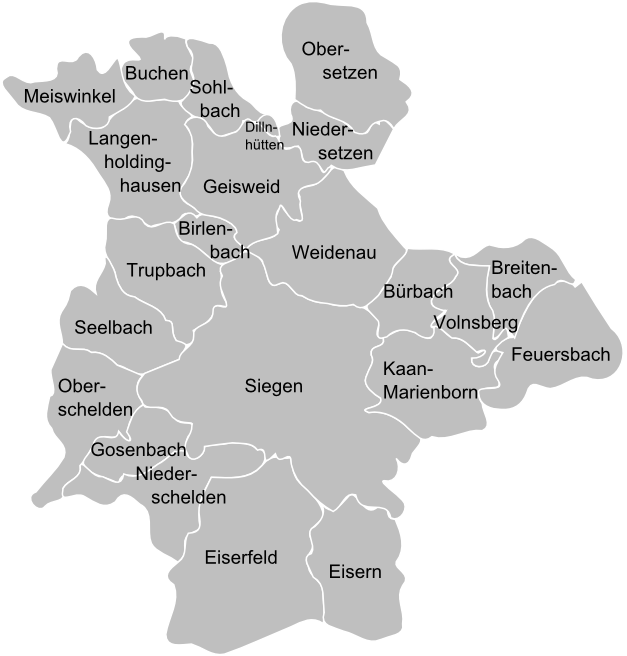
Os bairros da cidade de Siegen

Fonte: prefeitura da cidade de Siegen. Dados relativos à população com residência principal (Hauptwohnsitzbevölkerung) em Siegen em 31 de dezembro de 2015.
Além dos distritos municipais (Bezirke) e bairros (Stadtteile), certas localidades da cidade recebem também denominações especiais, embora tais não tenham validade oficial, nem fronteiras e características claramente definidas. Alguns exemplos são: Unterstadt (“Cidade Baixa”, que designa a parte menos elevada do centro), Oberstadt (“Cidade Alta”, que designa a parte mais elevada do núcleo central, onde fica a Altstadt, a “Cidade Antiga”), Hammerhütte, Lindenberg, Charlottental, Haardter Berg (onde se localiza a universidade) e Dreisbach. Estas localidades podem abranger parte da área de diversos bairros oficiais da cidade. Um exemplo é a localidade de Sieghütte, que abrange parte do bairro Alt-Siegen (o centro da cidade) e parte do bairro Weidenau. Estas divisões não têm qualquer relevância estatística ou administrativa, mas apenas cultural e histórica. Os nomes de tais localidades são usados em alguns mapas e placas de orientação. Além disso, dão o nome a certos pontos de ônibus.

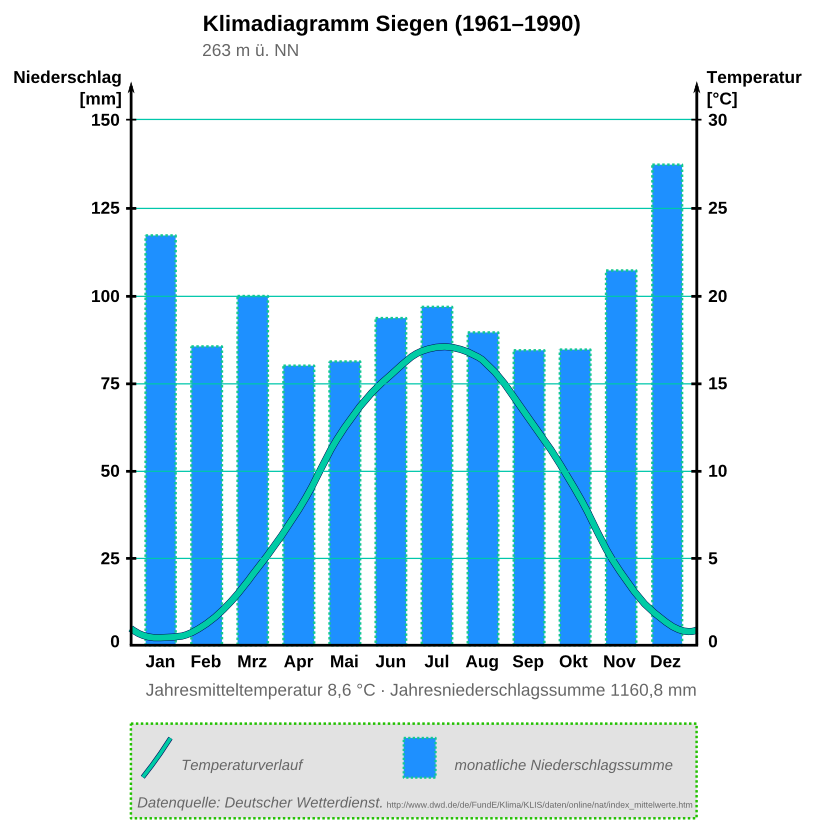
Climograma da cidade de Siegen (1961-1990)

### Clima
O clima da cidade é bastante afetado por sua elevada altitude. A precipitação média anual é de 1 024 milímetros por ano. Dezembro, com uma média de 119 mm, é o mês mais chuvoso. O mês menos chuvoso é abril, com uma média de 61 mm. A temperatura média anual é de 8,5 °C. O mês mais quente é julho, com uma média de 17,1 °C. O mês mais frio, com uma média de 0,6 °C, é janeiro.

## História

### Antiguidade e Idade Média
O nome Siegen remonta possivelmente ao nome celta do rio Sieg. Uma relação com o nome do povo Sugambrer, de origem celto-germânica, que habitou parte da região da Renânia do Norte-Vestfália antes de Cristo, é incerta. A primeira menção documentada de um lugar de nome Sigena data do ano de 1079.
Escavações comprovaram que a extração de minério já era realizada na região entre 500 a. C. e 100 d. C. Alguns dos lugares onde tais escavações foram realizadas encontram-se na área hoje pertencente à cidade de Siegen. Um exemplo disto são as fornalhas em Engsbach-Seifen, em Achenbach. Elas pertencem ao que há de mais antigo em toda a região de Siegerland. A antiga prática de extração de minério de ferro sofreu uma interrupção de alguns séculos até ser retomada na Alta Idade Média, por volta do século X ou XI. As práticas de extração e fundição de ferro na região continuaram até poucas décadas atrás.
Uma moeda do ano de 1175 é o primeiro documento histórico conhecido em que Siegen é chamada civitas (cidade). Em um documento em latim de nove linhas, datado de 1224, Siegen é mencionada como uma cidade recentemente construída ou reconstruída (as palavras exatas em latim são: “oppidi Sige de novo constructi”) cuja posse o então arcebispo de Colônia, Engelbert I, decidiu partilhar com o conde de Nassau, Henrique, o Rico. A provável área urbana original, que se localizaria no vale do rio Weiß, teria sido transferida para o esporão em que atualmente se encontra a cidade antiga (Altstadt). É historicamente comprovado que o Oberes Schloss já fora construído à esta época. A cidade recebeu o estatuto jurídico de cidade (Soester Stadtrecht) em 19 de outubro de 1303. A primeira menção da corte de Winterbach à direita do vale Leimbach data de 21 de agosto de 1345. Até o ano de 1381 a cidade continuou a ser regida por dois senhores. Apenas então passou inteiramente às mãos da família de Nassau. O mais antigo selo data de 25 de março de 1309.

### Modernidade

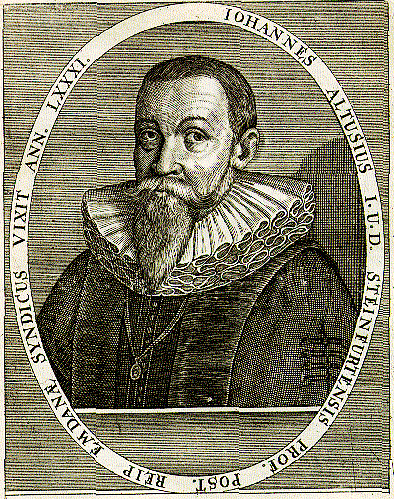
Retrato de Johannes Althusius (1563-1638). Calcografia, 1650.

No século XVI, a cidade de Siegen apresentava uma forma claramente defensiva. Ela era circundada por uma resistente muralha, com dezesseis torres e três portões, e possuía uma poderosa fortaleza. Os três portões eram o Kölner Tor (portão de Colônia), a oeste, o Löhrtor, ao sul, e o Marburger Tor, a leste. Diversos incêndios atingiram a cidade na Idade Moderna, dentre os quais os de 16 de agosto de 1593 e 10 a 20 de abril de 1695 são mencionados em documentos históricos. O grande incêndio do dia 16 de agosto de 1593 teve início por volta do meio-dia, quando quase toda a população da cidade estava ausente, dedicando-se à colheita. Ele é atribuído ao ourives Johann Busch, na Rua Marburger. Durante seu trabalho, algumas faíscas teriam acidentalmente caído sobre o linho, o que resultou na rápida disseminação do fogo, que consumiu 25 casas e 15 celeiros, além de causar danos significativos em outras 11 casas e 12 celeiros.
O segundo incêndio relatado pelos documentos históricos da cidade iniciou-se na noite de 10 de abril de 1695, na casa do padeiro Johann Daub, na travessa Barstenwende, e devastou a parte da cidade localizada entre o mercado e o rio Sieg. Foram 252 casas, 52 edifícios, além da corte de Nassau, consumidos pelas chamas. O fogo, alimentado pelo forte vento, encontrou quase que exclusivamente casas com teto de palha, tornando seu efeito ainda mais devastador. No hospital da cidade foram registradas onze mortes em consequência deste incêndio, a maioria de idosos que não conseguiram deixar as suas casas a tempo. Vinte animais também sucumbiram às chamas. Em 12 de abril de 1869, por volta das 21:00, teve inicio mais um grande incêndio na cidade, durante o qual um conjunto de 25 casas que se localizava junto à Nikolaikirche - onde moravam cerca de 200 pessoas - e conhecido como o "Klubb" de Siegen foi completamente destruído. Ainda assim, não foram registrados óbitos ou feridos em consequência da tragédia.

O conde de Nassau Guilherme, o Rico (1487-1559) reformou, em 1536, os prédios do antigo mosteiro franciscano para neles abrigar o Pädagogium, que daria origem ao Gymnasium am Löhrtor. Entre 1594 e 1599/1600 e, posteriormente, entre 1606 e 1609, os prédios do Pädagogium em Siegen foram sede da Escola Superior de Nassau, que o conde João VI, o Velho, de Nassau-Dillenburg (1535-1606) criara em Herborn no ano de 1584. A Escola Superior, chamada Johannea, em homenagem a seu fundador (Johann VI, em alemão), foi um importante centro de difusão da teologia federal calvinista. O reitor da Escola Superior entre 1599 e 1600 foi o importante filósofo, teólogo e político calvinista Johannes Althusius (1563–1638), cuja obra principal, Politica Methodice Digesta (1603), apresenta a primeira doutrina federalista da modernidade e fez com que Johannes tornasse-se conhecido como o pai do federalismo moderno. Durante sua estadia em Siegen, Althusius casou-se com a jovem viúva Margarethe Keßler, filha de um tesoureiro da cidade, Friedrich Neurath. 

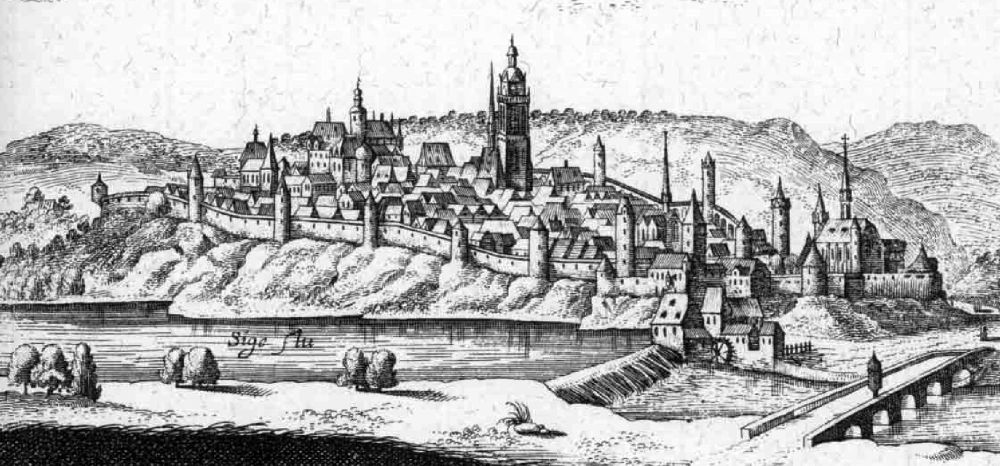
Siegen no século XVII. Extraído de Topographia Hassiae, de Matthäus Merian, 1655

João VII (1561-1623), o filho mais velho do conde João VI, criou, em 1616, uma escola de guerra (Kriegsschule) no prédio da antiga armaria (altes Zeughaus), na Burgstraße. O prédio abriga hoje o restaurante Altes Zeughaus. João VII também reformou o prédio do antigo mosteiro franciscano, transformando-o no castelo Unteres Schloss. Seu filho, João VIII, converteu-se em 1612 ao catolicismo e tentou impô-lo violentamente à cidade. João Maurício de Nassau-Siegen, o comandante das tropas holandesas durante a invasão do Nordeste do Brasil, conseguiu depô-lo e dividiu a região de Siegerland, entre 1650 e 1651, em duas partes: uma católica e uma protestante.
Outros acontecimentos marcantes na cidade na segunda metade do século XVII foram: um terremoto que aterrorizou a população da cidade em 19 de fevereiro de 1673; o bloqueio pelas tropas de Osnabrück em 10 (19, segundo algumas fontes) de fevereiro de 1679; uma inundação no vale do rio Sieg, em 15 de janeiro de 1682, que causou graves danos à população da região.
Durante o governo de Guilherme Hyacinth, a partir de 1699, tiveram início diversas manifestações de violência entre membros das duas confissões religiosas (catolicismo e protestantismo). Após a decapitação de Friedrich Flender von der Hardt (1674-1707), em 29 de março de 1707, Guilherme Hyacinth foi deposto e expulso da cidade. Com a sua morte, em 1743, teve fim a linhagem católica da casa de Nassau Siegen. Como a linhagem protestante já fora extinta em 1734, com a morte de Frederico Guilherme, o imperador Carlos VI, príncipe de Oranien e de Nassau-Diez, assumiu o poder em Siegen.
Em 6 de setembro de 1777 foi inaugurada em Siegen a ponte Löhrtor-Brücke, que conectou dois trechos da primeira estrada artificial do oeste da Alemanha, a qual ligou as cidades de Hagen, Olpe, Krombach e Siegen. Em 15 de março de 1806, a cidade foi invadida pels tropas de Napoleão Bonaparte.
As estatísticas da passagem do século XVIII ao XIX mostram que, em 1816, Siegen já contava com 572 casas, com 3421 habitantes. Dezoito anos antes, eram apenas 555 casas, sendo 58 em Sieghütte, 41 em Hammerhütte e 26 em Hain.

### Do século XIX ao fim do Segundo Império

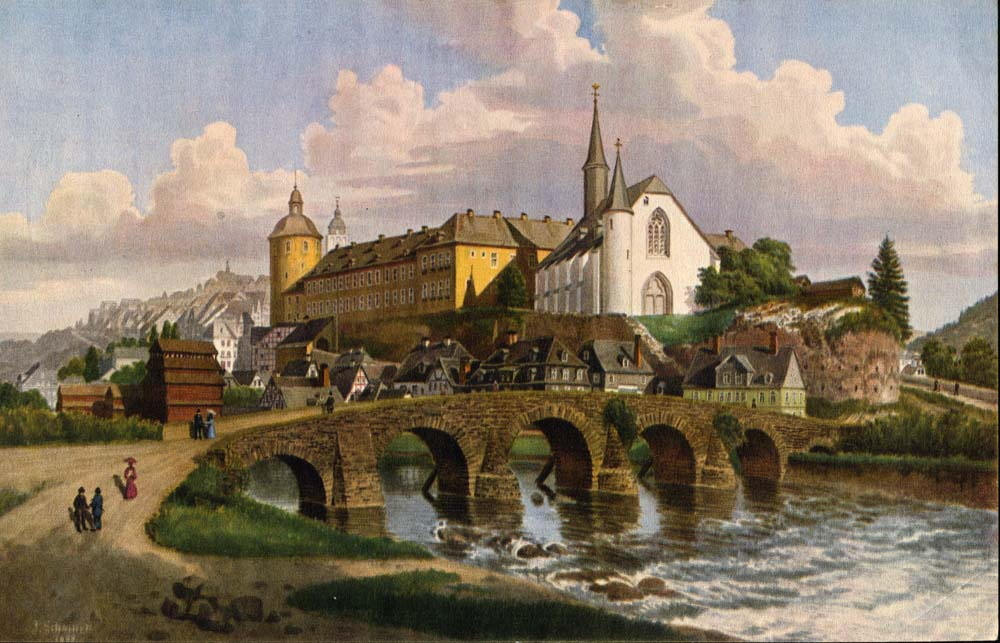
Vista da cidade de Siegen por volta de 1850. Pintura de Jakob Scheiner (1820–1911).

Ao longo do século XIX, a economia e da região de Siegerland desenvolveu-se consideravelmente, puxada pela indústria mineira. Sob o domínio de Napoleão, o príncipe Guilherme de Oranien negou-se a integrar a Liga do Reno, fundada pelo imperador. Por este motivo, foi deposto por ele. A região de Siegerland tornou-se, então, parte do departamento do Sieg, no grão-ducado de Berg. Após a derrota de Napoleão na batalha de Leipzig em 19 de outubro de 1813, Guilherme Frederico tomou posse das terras que lhe pertenciam por direito de herança, como príncipe de Oranien, em dezembro de 1813. Dois anos depois, no entanto, cedeu-as à Prússia, pelo que, em contrapartida, recebeu o grão-ducado de Luxemburgo. A cidade de Siegen passou, então, a pertencer ao recém-fundado distrito (em alemão, Kreis) de Siegen, o qual, inicialmente, fazia parte da região administrativa (em alemão, Regierungsbezirk) de Koblenz (na província Grão-ducado Baixo Reno) e, a partir de 1817, passou a pertencer à região administrativa de Arnsberg (província Vestfália).

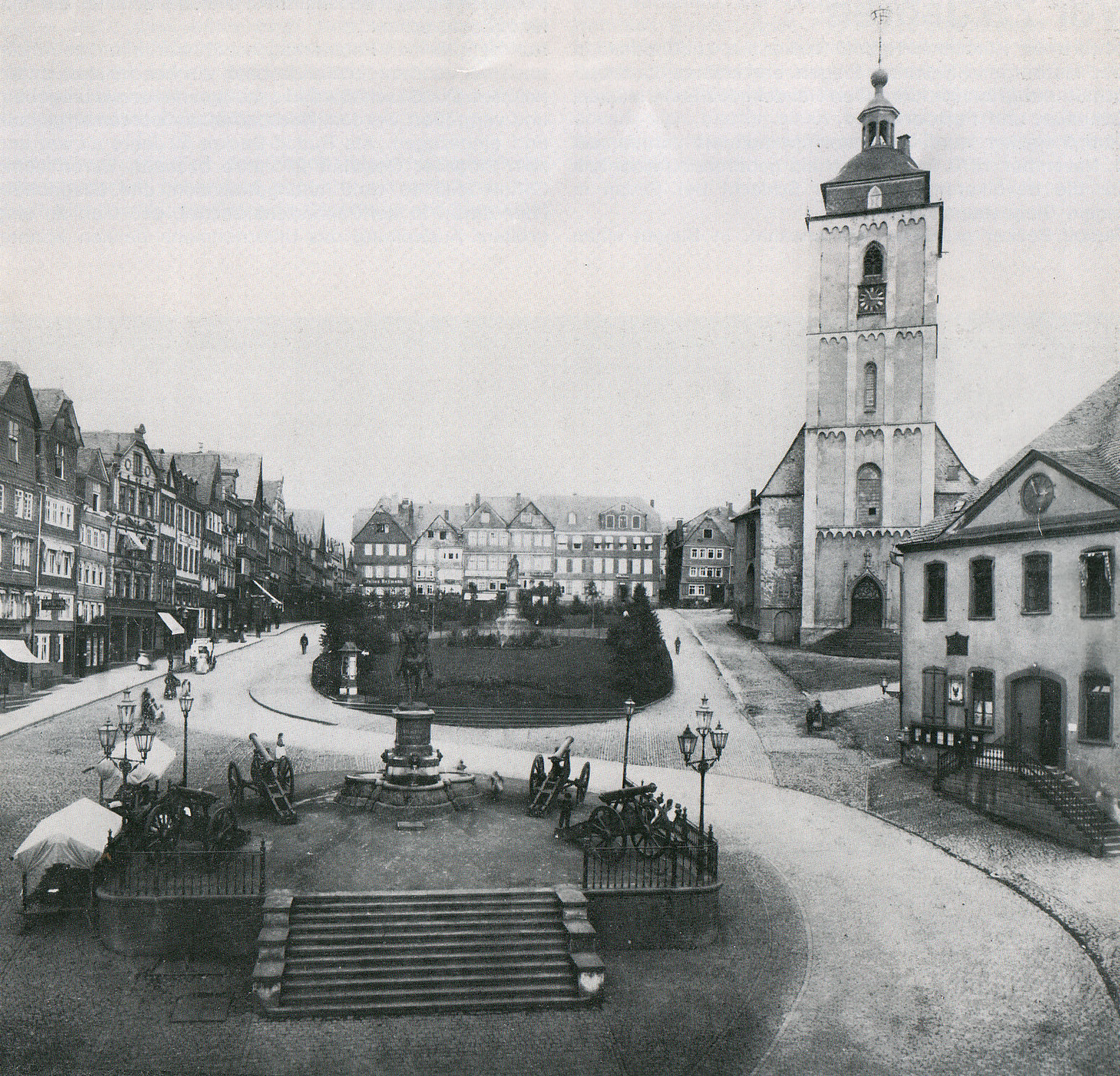
A praça do mercado por volta de 1895. À direita, a Nikolaikirche.

Entre os dias 4 e 8 de novembro de 1813, 16000 soldados do general Blücher, com 8000 cavalos, marcharam triunfantes pela região de Siegerland. Aproximadamente um ano mais tarde, em 15 de novembro de 1814, Siegen recebeu a sua primeira iluminação pública, na forma de 16 lâmpadas alimentadas a petróleo. No dia 1° de setembro de 1814, tomou posse o primeiro funcionário real dos correios de Siegen. No dia 9 de novembro de 1875, entrou pela primeira vez em funcionamento uma máquina de limpeza pública guiada a cavalo, que varreu as ruas Sandstraße e Koblenzer Straße, em Siegen. No dia 20 de julho de 1881, um temporal, que se seguiu a vários dias de intenso calor, causou graves danos à cidade.
Com a anexação à Prússia, foi rompida a histórica ligação da região de Siegerland com Hesse e o sul. Ela passou, então, a alinhar-se à Vestfália, da qual estivera até então política, cultural, linguística e religiosamente por séculos afastada.

### República de Weimar
Sob o pano de fundo da Revolução de 1918-1919, constituiu-se também em Siegen um conselho de trabalhadores e soldados, o qual conferiu a si a tarefa de zelar por “tranquilidade, ordem e segurança.” As antigas autoridades municipais determinaram de resto o curso das coisas. O prefeito no poder, Anton Delius, abdicou por conta de sua idade avançada. Seu sucessor foi o nacionalista conservador Alfred Fissmer.
Em 1° de março de 1923, a cidade de Siegen desligou-se oficialmente do distrito de Siegen, declarando-se “sem-distrito” (em alemão, kreisfrei), continuou, no entanto, a abrigar a sede administrativa do distrito de Siegen.
Em 6 de dezembro de 1927 foi inaugurado um novo prédio para o departamento de finanças públicas em Herrengarten, no centro de Siegen. O departamento de finanças permaneceria funcionando neste prédio até dezembro de 1981, quando foi transferido para o prédio atual, no bairro de Weidenau.
Em 27 de dezembro de 1929, a câmara municipal de Siegen era composta por nove vereadores do DNVP, oito do Zentrum e quatro de cada um dos seguintes partidos: DVP, SPD e NSDAP. Outras quatro cadeiras eram ocupadas por partidos minoritários.
No segundo turno das eleições presidenciais de 10 de abril de 1932, a distribuição dos votos na cidade de Siegen foi a seguinte: Hindenburg recebeu 50,8% dos votos; Hitler, 44,8%; Thälmann, 4,4%. A partir das eleições estaduais de 24 de abril de 1932, o NSDAP (que obteve então 45,6% dos votos) tornou-se disparadamente o mais forte na cidade. Na segunda posição figurava o Zentrum (18,4% dos votos).

### Nacional-socialismo
Com a entrega do poder ao NSDAP e a seus parceiros (governo de transição conhecido como “o gabinete de Hitler”), em 30 de janeiro de 1933, a sede do partido KPD foi fechada e seguiram-se diversas buscas, confiscos e prisões. Às eleições de 5 de março, que correram sob circunstâncias ilegais, seguiram-se prisões sistemáticas e sequestros de políticos e defensores do KPD, do SPD, do Zentrum e dos sindicatos livres, que foram levados ao porão da Braunes Haus, a sede do NSDAP, onde foram agredidos e torturados. Em 25 de fevereiro de 1933 teve início a construção de campos de trabalho forçado na região de Siegerland.
Em 10 de novembro de 1938, a sinagoga da comunidade judaica de Siegen, na rua Obergraben, foi depredada e queimada por um grupo de nazistas constituído em sua maioria de membros da SS, sob os olhos de um grande número de observadores. O prédio foi completamente destruído. Ao evento seguiram-se imediatamente ao menos alguns casos insolados de agressão a judeus e pelo menos uma casa foi atacada. Os homens da comunidade judaica – ao menos aqueles que dispunham de negócios – foram deportados para o campo de concentração de Sachsenhausen. O intuito era o de tomar-lhes os negócios e forçar suas famílias a migrarem para fora do país, pelo que outras posses de famílias judaicas eram abandonadas. Assim, as expulsões e as “frias” translocações de famílias judaicas que eram realizadas antes do início dos ataques físicos receberam um significativo impulso. Diversos “Stolpersteine” (pedras-obstáculo) relembram as vítimas do nazismo na região.Em 4 de dezembro de 1938 foi inaugurada a Haus Seel – à época, Haus der Kunst (Casa da Arte). Após a completa destruição do prédio original, na rua Löhrstraße, durante os bombardeios de 16 de dezembro de 1944, a Haus Seel funciona hoje no SiegenerKornmarkt. Lá encontra-se, desde 1962, uma livraria e a galeria municipal.
A partir de 30 de novembro de 1940 foram construídos 16 abrigos antiaéreos em Siegen, Weidenau e Geisweid. O planejamento dos abrigos teve início já em 1939, antes do início da guerra.
Acompanhando a expansão das ocupações do exército alemão por toda a Europa, foram trazidos a Siegen a partir de 1939 diversos trabalhadores forçados estrangeiros. Pouco antes do auge dos trabalhos forcados na primeira metade de 1944, havia em Siegen 2310 homens, de nove nacionalidades diferentes, trabalhando em 22 campos de trabalhos forçados e em alguns poucos alojamentos privados. Dois terços dos trabalhadores forçados vinham da União Soviética. 141 eram crianças de diferentes faixas etárias.
Em 28 de abril de 1942 foi realizada a primeira deportação sistemática de judeus de Siegen, que foram levados ao campo de concentração de Zamość, na Polônia. A segunda deportação foi em 27 de julho de 1942, pela qual os judeus foram levados para o campo de concentração de Theresienstadt. A terceira onda teve lugar em 27 de fevereiro de 1943. O destino dos judeus neste caso foi o campo de extermínio de Auschwitz. Poucos deportados sobreviveram. Suas propriedades foram confiscadas e entregues ao estado. 
Em setembro de 1944 partiu da cidade um comboio de pessoas de origem não judaica, mas casadas com judeus, assim como pessoas com apenas um dos pais de origem judaica. Eles foram levados para diferentes campos de trabalhos forçados da Alemanha, por exemplo, para Kassel-Bettenhausen e Berlim (Hospital Judaico). Estes prisioneiros não foram exterminados e sobreviveram, em sua maioria, à guerra.
Em 16 de dezembro de 1944, o centro da cidade foi alvo de uma ofensiva aérea britânica, que destruiu 80% do perímetro urbano, matando 348 alemães, assim como uma quantidade ainda indeterminada de trabalhadores forçados estrangeiros, e deixando diversas pessoas gravemente feridas. Mais ou menos ao mesmo tempo foi disparado do centro de controle de Siegen um foguete V-2, que atingiu um cinema inteiramente lotado na cidade de Antuérpia, matando 567 pessoas e deixando 291 gravemente feridos. Entre o fim de janeiro e o fim de março de 1945 seguiram-se diversos outros ataques à bomba com vítimas fatais e crescentes danos materiais no atual território da cidade de Siegen (em 29 de janeiro; 1, 4 e 14 de fevereiro; 12, 17 e 23 de março). Assim, a guerra aérea, na região de Siegerland, entrou apenas tardiamente em sua fase dramática. As consequências foram comparativamente moderadas, graças aos diversos abrigos anti-aéreos construídos pouco antes do início da guerra, os quais ofereciam proteção à população durante os ataques. Assim como em outras cidades, a destruição provocada pelos ataques aéreos não foram capazes de mobilizar a população contra os governantes. 
Como em quase toda a Alemanha, também o território da atual cidade de Siegen foi palco dos crimes da fase final da guerra (Endphaseverbrechen). As vítimas, alemães e trabalhadores forçados estrangeiros, engajaram-se por um rápido fim da guerra e foram, por isso, acusados de opositores do regime nazista. 
Algumas unidades do exército insistiam, ainda no início de abril de 1945, em prolongar a guerra, apesar da notória inferioridade de forças. As organizações militares ignoravam uma proposta de capitulação feita pelo exército americano e davam continuidade às batalhas, durante as quais um grande número de soldados americanos pereceram. Em 6 de abril de 1945, as tropas americanas conseguiram ocupar os quartéis na margem oeste da cidade. Três dias depois elas dominaram definitivamente a cidade de Siegen. Assim teve fim a guerra na cidade. No total, dos 4338 edifícios existentes na cidade antes da guerra, com 10452 apartamentos, mais de 90% – a saber, 4096 edifícios, com 10169 apartamentos – foram parcial ou inteiramente destruídos. Todas as pontes sobre o rio Sieg foram explodidas pelo exército alemão. Apenas em Eiserfeld foram destruídas cinco pontes ferroviárias e cinco rodoviárias em apenas dois dias (30 e 31 de março de 1945).      

### Após 1945
Após o fim das negociações de cessar-fogo, a cidade de Siegen foi entregue pelos americanos à administração militar britânica em 9 de abril de 1945. Em 24 de abril, o governo militar nomeou o social-democrata Fritz Fries para o cargo de prefeito-mor (Oberbürgermeister).
Em cumprimento à lei para a nova divisão territorial do distrito (Landkreis) de Siegen, a cidade de Siegen foi assimilada ao distrito de Siegen em 1° de julho de 1966. Ao mesmo tempo, outros seis municípios anteriormente independentes foram assimilados ao território da cidade. Legalmente, no entanto, continuaram a valer para a cidade – com algumas exceções – as regras para cidades sem distrito (kreisfreie Städte). Além disso, os títulos administrativos de prefeito-mor (Oberbürgermeister) e diretor superior da cidade (Oberstadtdirektor) foram mantidos. Este status especial da cidade foi suprimido apenas em 1° de janeiros de 1975, com a lei Sauerland/Paderborn. Em consequência desta lei, Siegen foi, ao lado de outros dez municípios, assimilada a um novo distrito, que em 1° de janeiro de 1984 receberia o nome de distrito de Siegen-Wittgenstein.
Um episódio marcante na história recente da cidade foi uma ruptura rochosa na montanha Rosterberg, no ano de 2004. Diversas casas ficaram sob risco de desmoronamento. A ruptura ficou conhecida como o “buraco de Siegen” (Siegener Loch).

### Religiões

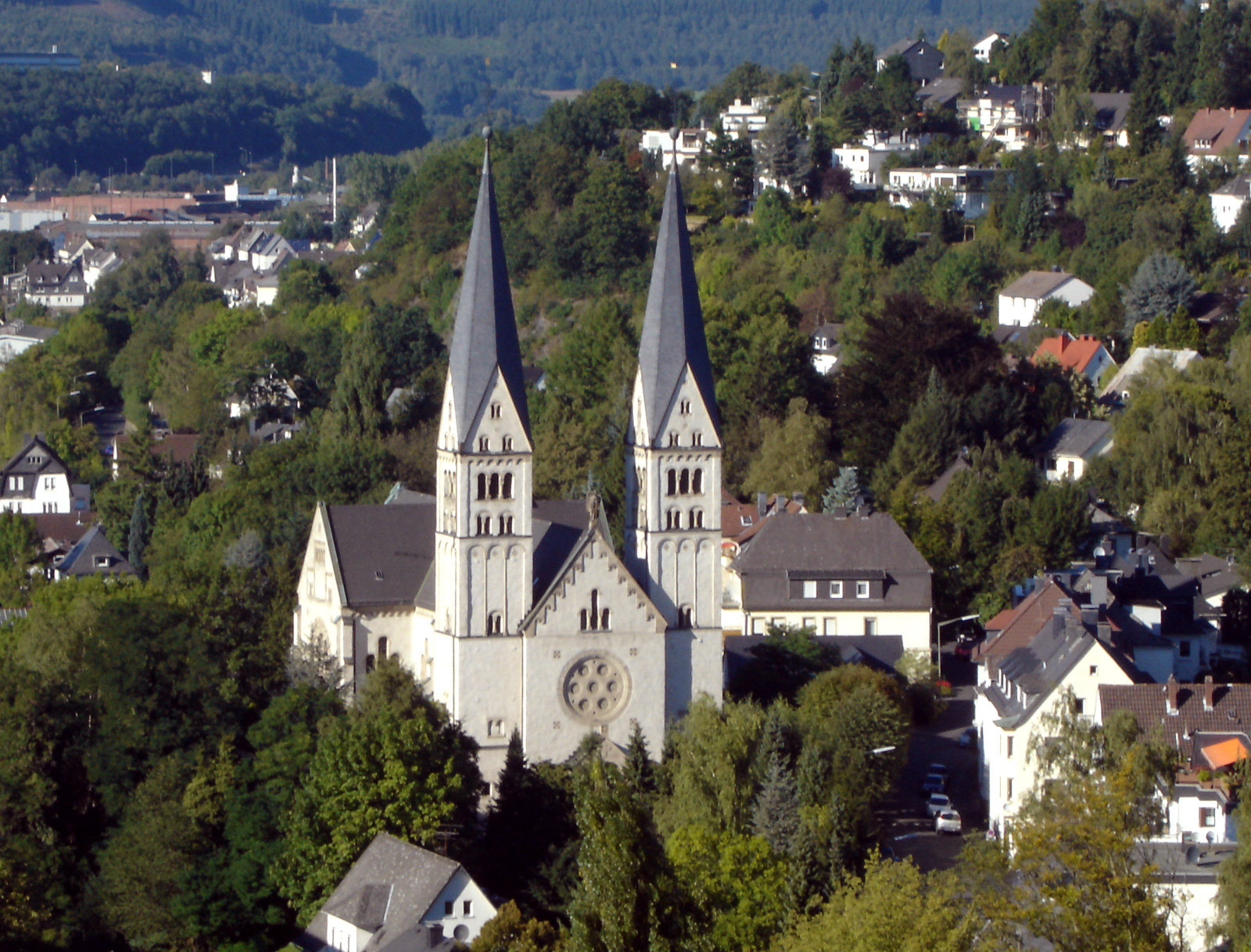
A Igreja católica Sankt-Michael, em Siegen. Foto de Bob Ionescu.

A administração religiosa da cidade pertencia de início ao vicariato de Arfeld, submetida à diocese de Mainz. Em Siegen se encontrava um mosteiro da Ordem de Santa Maria Madalena, que foi fechado no século XV. Um mosteiro franciscano foi fechado em 1533, pouco depois de os governantes da Casa de Nassau aderirem à Reforma, em 1530. A partir desta data, a cidade tornou-se, de início, luterana. Em 1550 o principado de Nassau aderiu, no entanto, às Igrejas Reformadas (de origem calvinista). Siegen tornou-se, assim, predominantemente protestante. A partir de 1623 a Contrarreforma conseguiu penetrar parcialmente na cidade. Com ela, um quinto de Siegen e de seus arredores retornaram ao catolicismo. Um mosteiro jesuíta foi erigido em 1626.
Após a incorporação à Prússia, em 1815, foi introduzida em Siegen, entre 1819 e 1835, como em toda a Prússia, a união entre comunidades luteranas e calvinistas. As comunidades da cidade mantiveram, no entanto, o seu cunho calvinista. Siegen, enquanto parte da Igreja Provincial da Vestfália (hoje Igreja Evangélica da Vestfália), foi sede de uma superintendência (Superintendentur). Hoje tal cédula administrativa é chamada de distrito de Igreja (Kirchenkreis), à qual pertencem todas as comunidades evangélicas da região, com exceção das Igrejas Livres (Freikirchen). O distrito de Igreja Siegen abrange toda a região de Siegerland e o município de Olpe. 
Os católicos da cidade continuaram submetidos à arquidiocese de Mainz após a Reforma. Apenas com a reestruturação da Igreja Católica no início do século XIX é que Siegen passou à administração da diocese de Paderborn e tonou-se sede do sínodo distrital (Kreissynode), hoje vicariato (Dekanat), ao qual todas as paróquias da região pertencem. Em 1929, Paderborn foi elevada à arquidiocese.

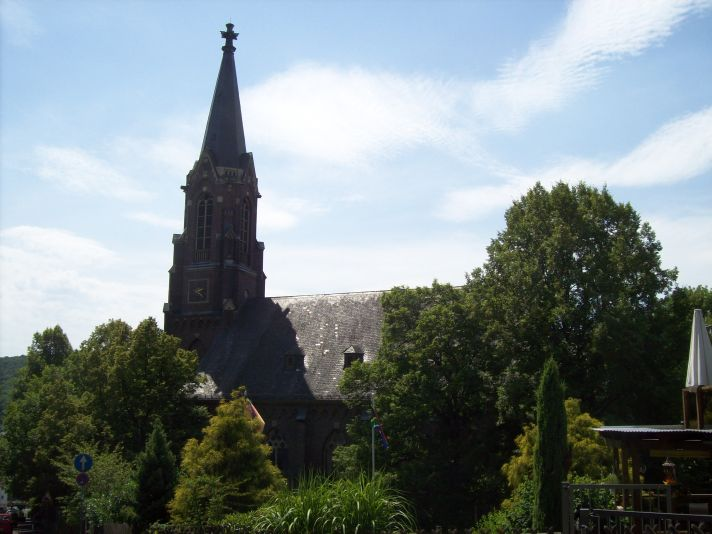
A Igreja luterana Haarter, no bairro de Weidenau, em Siegen. Foto de Losdedos.

Além da Igreja católica apostólica romana, também estão presentes em Siegen uma comunidade católica ortodoxa grega e uma católica ortodoxa romena.
Siegen é sede da Associação de Comunidades Evangélicas de Siegerland-Wittgenstein, que reúne 70 comunidades pietistas. Ademais, residem em Siegen diversas Comunidades Evangélicas Livres, entre as quais, destacam-se: a União de Comunidades Evangélicas Livres (batista); a Igreja Evangélico-Luterana Autônoma (SELK), uma comunidade adventista, a Comunidade Cristã de Achenbach, a Calvary Chapel e várias comunidades evangélicas livres (FeG), assim como comunidades associadas aos Irmãos de Plymouth e a Comunidade Missionária Siegen-Meiswinkel.
Outras denominações religiosas presentes em Siegen são: a Igreja de Jesus Cristo dos Santos dos Últimos Dias, comunidades católico-apostólicas (milenaristas), a Igreja Nova Apostólica, as Testemunhas de Jeová, as comunidades proto-cristãs, a Fé bahá’í, uma comunidade yazidi e a comunidade islâmica, que conta com uma mesquita própria.

### Reformas territoriais
Os seguintes municípios foram incorporados ao território da cidade de Siegen:
- 1° de abril de 1902: partes do antigo município de Buschgotthardshütten[39].
- 1° de abril de 1912: partes do antigo município de Buschgotthardshütten.[39]
- 1° de agosto de 1934: partes do antigo município de Achenbach.[39]
- 1° de abril de 1937: Achenbach e partes do antigo município de Buschgotthardshütten.[39]
- 1° de julho de 1966: Trupbach, Seelbach, Breitenbach, Bürbach, Kaan-Marienborn e Volnsberg.[39]
- 1° de janeiro de 1969: Feuersbach.[40]
- 1° de janeiro de 1975: as cidades de Hüttental e Eiserfeld[41].

### Evolução demográfica

O desenvolvimento populacional na cidade de Siegen entre 1800 e 2010.

Em 1897, Siegen contava 20 000 habitantes. Em 1939, este número havia sido dobrado. Durante a Segunda Guerra Mundial, a cidade perdeu aproximadamente 30% de seus moradores (12 000 pessoas). Deste modo, o número caiu para 28 000. Apenas em 1952 a cidade conseguiu retornar ao patamar anterior à guerra (40 000 habitantes).
Em 1° de janeiro de 1975, com a incorporação das cidades de Hüttental (38 867 habitantes em 1974) e Eiserfeld (22 354 habitantes em 1974), o número oficial de moradores de Siegen chegou ao ponto máximo de toda a sua história: 117 224 pessoas. Em 31 de dezembro de 2015 viviam 105 236 pessoas com residência principal na cidade. Tal número representa uma queda de aproximadamente 10,2% (11 988 pessoas) em relação ao ano de 1975.
O centro da Siegen, que abrange apenas o território da cidade original, o qual foi sucessivamente alargado pelas diversas reformas territoriais decretadas a partir de 1902, contava com uma população de 38 962 habitantes em 31 de dezembro de 2015.
O gráfico ao lado mostra a evolução demográfica da área municipal de Siegen. A maior parte dos números referentes aos anos anteriores a 1833 é apenas uma estimativa não-oficial. Os números correspondentes aos anos seguintes são retirados do censo populacional ou de estimativas oficiais da administração municipal. Os números relativos ao período entre 1843 e 1924 referem-se à “população presente na cidade” (Ortsanwesende Bevölkerung); entre 1925 e 1986, à “população residente” (Wohnbevölkerung); e, a partir de 1987, à “população com residência principal na cidade” (Bevölkerung am Ort der Hauptwohnung). Os números referentes ao período de 1834 a 1842 derivam de levantamentos que seguiam diferentes procedimentos.
| Ano / Data               | Número de habitantes |
| ------------------------ | -------------------- |
| 1455                     | 2,500                |
| 1807                     | 3,743                |
| 1° de dezembro de 1840 * | 6,074                |
| 3 de dezembro de 1843 *  | 6,233                |
| 3 de dezembro de 1855 *  | 7,035                |
| 3 de dezembro de 1867 *  | 10,100               |
| 1 de dezembro de 1871 *  | 11,067               |
| 1 de dezembro de 1875 *  | 12,901               |
| 1 de dezembro de 1880 *  | 15,100               |
| 1 de dezembro de 1885 *  | 16,676               |
| 1 de dezembro de 1890 *  | 18,242               |
| 2 de dezembro de 1895 *  | 19,303               |
| 1° de dezembro de 1900 * | 22,109               |

| Data                     | Número de habitantes |
| ------------------------ | -------------------- |
| 1° de dezembro de 1905 * | 25,201               |
| 1° de dezembro de 1910 * | 27,416               |
| 1° de dezembro de 1916 * | 25,594               |
| 5 de dezembro de 1917 *  | 25,549               |
| 8 de outubro de 1919 *   | 29,020               |
| 16 de junho de 1925 *    | 30,951               |
| 16 de junho de 1933 *    | 32,736               |
| 17 de maio de 1939 *     | 40,269               |
| 31 de dezembro de 1945   | 28,000               |
| 29 de outubro de 1946 *  | 29,922               |
| 13 de setembro de 1950 * | 38,787               |
| 25 de setembro de 1956 * | 45,173               |
| 6 de junho de 1961 *     | 49,404               |

| Data                   | Número de habitantes |
| ---------------------- | -------------------- |
| 31 de dezembro de 1965 | 50,268               |
| 27 de maio de 1970 *   | 57,302               |
| 31 de dezembro de 1975 | 116,552              |
| 31 de dezembro de 1980 | 112,320              |
| 31 de dezembro de 1985 | 107,421              |
| 25 de maio de 1987 *   | 106,384              |
| 31 de dezembro de 1990 | 109,174              |
| 31 de dezembro de 1995 | 111,398              |
| 31 de dezembro de 2000 | 108,476              |
| 30 de junho de 2005    | 105,328              |
| 31 de dezembro de 2008 | 104.419              |
| 9 de maio de 2011*     | 99.187               |
| 31 de dezembro de 2015 | 105.236              |

### Imigração
12.7% da população de Siegen é constituída de estrangeiros. 4 271 habitantes da cidade (4,1% da população) provêm de outros Estados da União Europeia; 2 608 (2,5%) provêm do continente asiático; 2 486 (2,4%), da Turquia; 1 754 (1,7%), da antiga Iugoslávia; 781 (0,7%), da África; 526 (0,5%), da antiga União Soviética; 182 (0,2%), dos demais estados europeus; 157 (0,1%) da América Latina; 49 (menos de 0,1%) da América do Norte; 10 (menos de 0,1%), da Oceania; 583 (0,6%) não possuem ou não indicaram nenhuma nacionalidade. O número de alemães que residem na cidade é de 91 829 (87,3%). Os dados foram registrados em 31 de dezembro de 2015. Uma parte significativa dos estrangeiros estuda na Universidade de Siegen. De acordo com as estatísticas oficiais, 2 177 estudantes inscritos na universidade no semestre de inverno 2015/2016 tinham nacionalidade estrangeira (11,21% do total), dentre os quais, 19 possuíam nacionalidade brasileira, 13, nacionalidade portuguesa e um, nacionalidade moçambicana.

## Política

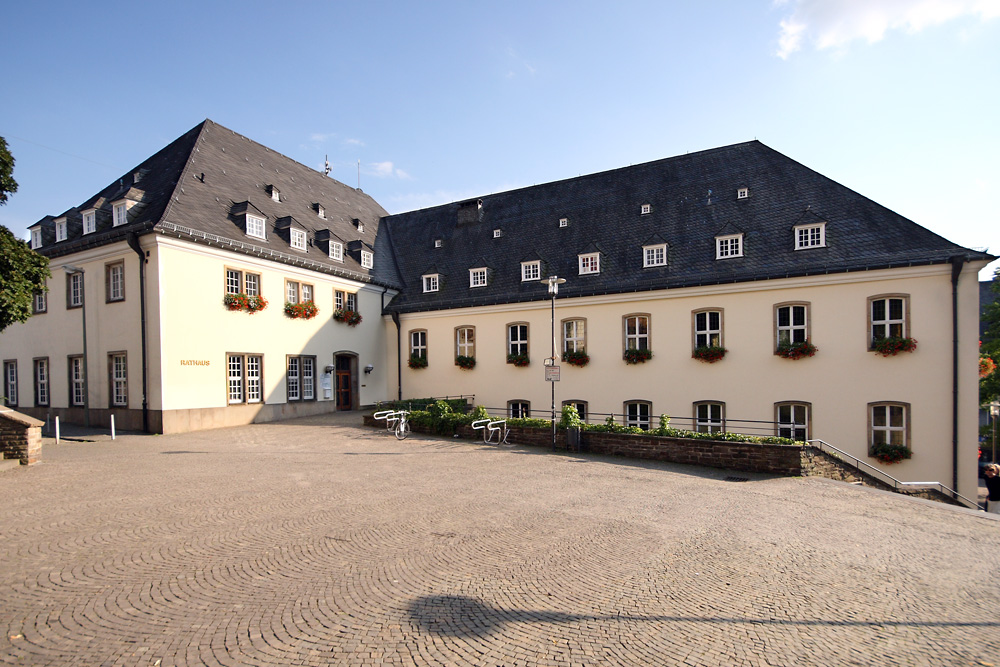
A prefeitura da cidade de Siegen, na Oberstadt.

### Conselho municipal
As 66 cadeiras da câmara de vereadores da cidade foram divididas, após a eleição municipal de 25 de maio de 2014, da seguinte maneira:
| Ano  | CDU | SPD | Grüne | FDP | UWG | Linke | AfD | Total |
| ---- | --- | --- | ----- | --- | --- | ----- | --- | ----- |
| 2014 | 23  | 19  | 8     | 4   | 5   | 4     | 3   | 66    |

Além dos vereadores, integra também a câmara o prefeito Steffen Mues (CDU).
Nenhum dos partidos escolhidos dispõe de uma maioria na câmara e não se chegou a um acordo para formar uma coalizão. De início, CDU, FDP e UWG formaram uma união formal, a qual, no entanto, foi dissolvida após desentendimentos entre setores do CDU e do FDP. A dívida pública da cidade em 2007 contabilizava 320,5 milhões de euros, dos quais 100,7 milhões advinham da administração básica, 118,1 milhões das empresas estatais e 101,6 milhões de créditos da caixa.
Uma junta prevista pela lei é constituída a partir de alguns membros da câmara. Ademais, há em Siegen um conselho de integração, formado por 21 membros. Este reúne 14 representantes escolhidos pelos imigrantes e sete membros da câmara. Há na cidade ainda um conselho adjunto de anciões, com 36 membros (18 membros regulares e 18 suplentes), e um conselho adjunto de portadores de deficiência, escolhido por meio de eleições.

### Prefeitos

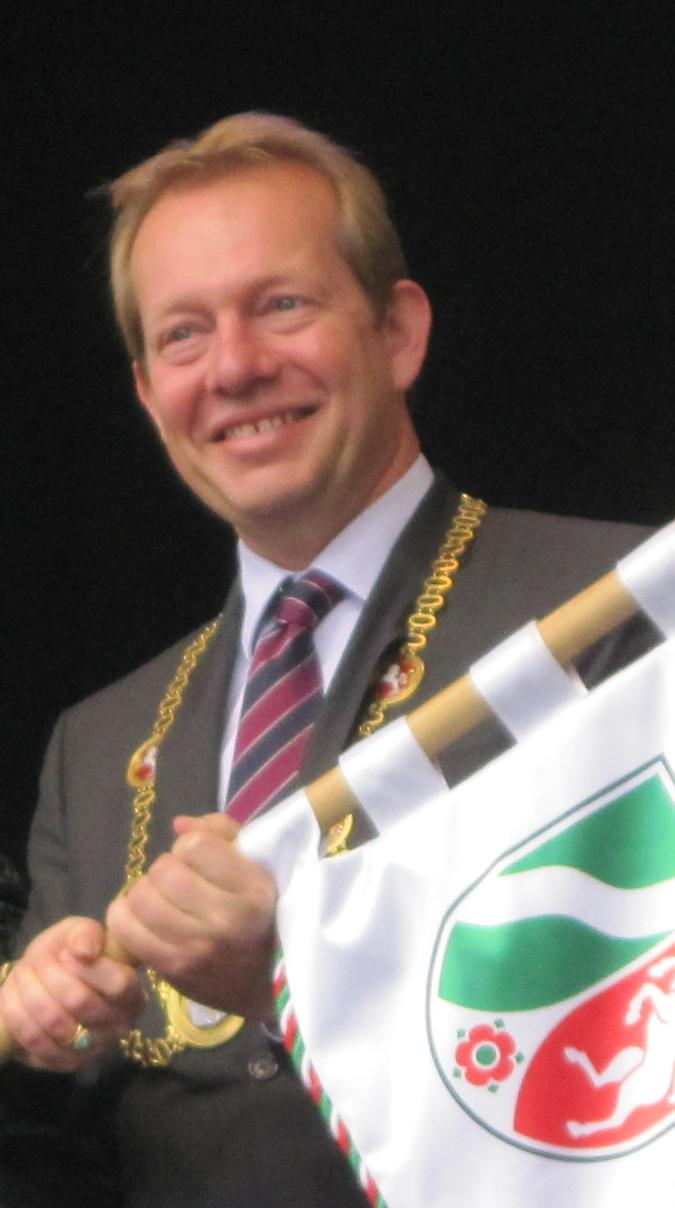
O prefeito da cidade de Siegen em atividade, Steffen Mues.

É possível comprovar que a nomeação de prefeitos da cidade já feita no século XIII. O primeiro conselho (consules) de que se tem notícia remonta aos anos de 1304 e 1305. Desde 1224, no entanto, já havia Burgmänner e três prefeitos (Bürgermeister), que eram mudados anualmente. A partir de 1500 passou-se a eleger apenas dois prefeitos por ano. No século XVIII as corporações de ofício exerciam crescente influência sobre a cidade. Por isso, o antigo mestre sapateiro passou a representar o cidadão comum junto ao conselho. A constituição municipal medieval manteve-se em vigor até 1809 – em parte, até 1815. A partir de 1815, passou a existir um conselho com doze membros, presidido pelo prefeito. A partir de 1824, os subúrbios da cidade passaram a contar com um administrador próprio, que era, no entanto, submetido ao prefeito de Siegen. Em 1836 foram introduzidas as diretrizes para a governança municipal do império prussiano. Após a cidade deixar oficialmente de pertencer ao distrito Siegen, em 1923, o governante municipal passou a receber o título de prefeito-mor (Oberbürgermeister). O prefeito em função desde 1919, Alfred Fissmer, permaneceu no cargo – a partir de 1923, como prefeito-mor – ao longo de todo o período em que a Alemanha esteve sob o regime nacional-socialista.
Após a Segunda Guerra Mundial, o governo militar da zona de ocupação britânica nomeou um novo prefeito-mor e introduziu, em 1946, uma nova constituição municipal, seguindo o modelo britânico. A isto seguiu-se a eleição de um conselho da cidade, cujos membros receberam o título de Stadtverordnete. O conselho elegia um de seus membros como prefeito-mor honorável, que tinha a função de representá-lo. Além disso, o conselho elegia um diretor-mor da cidade (Oberstadtdirektor), o qual exercia verdadeiramente a função de gestor da cidade.
Com a reincorporação da cidade ao distrito de Siegen, em 1975 – a partir de 1° de janeiro de 1984, ao distrito de Siegen-Wittgenstein -, o título de prefeito-mor foi substituído pelo de prefeito e o de diretor-mor da cidade, pelo de diretor da cidade. A divisão do poder municipal em prefeito e diretor deixou de existir apenas em 1999, com a mudança na constituição dos municípios da Renânia do Norte-Vestfália. Desde então a cidade conta com um único governante, sob o título de prefeito, que é ao mesmo tempo o representante supremo do conselho municipal e o gestor da cidade. Ele é eleito diretamente pelo povo a cada seis anos – entre 1999 e 2009, a cada cinco anos.
Em 25 de maio de 2014, Steffen Mues (CDU) foi reeleito prefeito da cidade, com 55,12% dos votos.

#### BürgermeistereOberbürgermeister
- 1815–1836: Friedrich Carl Trainer, Bürgermeister real
- 1836–1837: Carl von Viebahn, Bürgermeister
- 1837–1838: Johannes Oechelhäuser, Bürgermeister
- 1838–1862: Heinrich Jacob Achenbach, Bürgermeister
- 1862–1876: Eduard Brasse, Bürgermeister
- 1876–1881: Carl Hermann Lamprecht, Bürgermeister
- 1882–1918: Anton Delius, Bürgermeister, a partir de 1917 Oberbürgermeister
- 1919–1945: Alfred Fissmer (a partir de 1937: NSDAP), a partir de 1923 Oberbürgermeister
- 1945: Fritz Fries (SPD), Oberbürgermeister
- 1945–1946: Otto Schwarz (SPD), Oberbürgermeister
- 1946–1948: Ernst Weißelberg (CDU), Oberbürgermeister
- 1948–1956: Ernst Bach (CDU), Oberbürgermeister
- 1956–1961: Erich Pachnicke (SPD), Oberbürgermeister
- 1961–1966: Karl Eckmann (CDU), Oberbürgermeister
- 1966–1975: Karl Althaus (SPD), Oberbürgermeister
- 1975–1979: Friedemann Keßler (CDU), Oberbürgermeister
- 1979–1989: Hans Reinhardt (SPD), Bürgermeister
- 1989–1994: Hilde Fiedler (SPD), Bürgermeister
- 1994–1999: Karl Wilhelm Kirchhöfer (SPD), Bürgermeister
- 1999–2007: Ulf Stötzel (CDU), Bürgermeister
- seit 2007: Steffen Mues (CDU), Bürgermeister

A bandeira de Siegen. No centro, o brasão da cidade.

#### StadtdirektoreOberstadtdirektor(1946–1999)
- 1946–1954: Max Baumann, Oberstadtdirektor
- 1954–1975: Kurt Seibt, Oberstadtdirektor
- 1975–1985: Hans Mohn, Stadtdirektor
- 1985–1989: Volker Oerter, Stadtdirektor
- 1989–1995: Otto-Werner Rappold, Stadtdirektor (afastou-se voluntariamente do cargo em 2. Dezember 1995)
- 1995–1999: Ulrich Mock, Stadtdirektor (até 31 de janeiro de 1997, apenas como substituto de O.-W. Rappold; a partir daí, tonou-se oficialmente Stadtdirektor da cidade)A bandeira heráltica da cidade de Siegen.

A bandeira heráltica da cidade de Siegen.

### Brasão
Brasonamento: Em prata, um merlão com um portão, de cada lado do qual figuram duas torres coniformes; sobre o merlão, um arcebispo em vestimentas azuis, com uma mitra azul e um pálio prateado; em sua mão direita, um báculo prateado com a curva superior dourada; em sua mão esquerda, um livro aberto; no portão, um escudo azul, com a imagem de um leão dourado em seu centro.
O brasão da cidade de Siegen consiste de três partes: no canto superior é representado o bispo de Colônia; o muro simboliza a própria cidade e no portão figura o leão da casa de Nassau. Azul e amarelo são as cores da casa de Nassau.   

### Selo, bandeira e bandeira heráltica
Além do brasão, a cidade conta também com um selo, uma bandeira e uma bandeira heráltica. Estas insígnias foram reconhecidos oficialmente pela presidência do distrito de Arnsberg em 20 de agosto de 1975. O selo preto e branco contém o escudo do brasão da cidade de Siegen, que é rodeado pela inscrição em caixa alta “STADT SIEGEN” (“cidade de Siegen”), a qual segue o sentido horário e começa na extremidade inferior. A bandeira consiste de uma faixa azul e uma amarela (ou laranja), no centro do que figura o brasão da cidade. A bandeira heráldica tem as mesmas faixas, com as mesmas cores. Nela, no entanto, o escudo do brasão não figura no centro, mas sim no centro do terço superior.

### Cidades-irmãs
Siegen conta com a parceria de seis cidades-irmãs:
- Berlim-Spandau (Alemanha), desde 1952.
- Katwijk (Países baixos), desde 1963.
- Leeds (Inglaterra), desde 1966.
- Ypres (Bélgica), desde 1967.
- Zakopane (Polônia), desde 1989.
- Plauen (Alemanha), desde 1990.

## Cultura e pontos turísticos

### Teatro

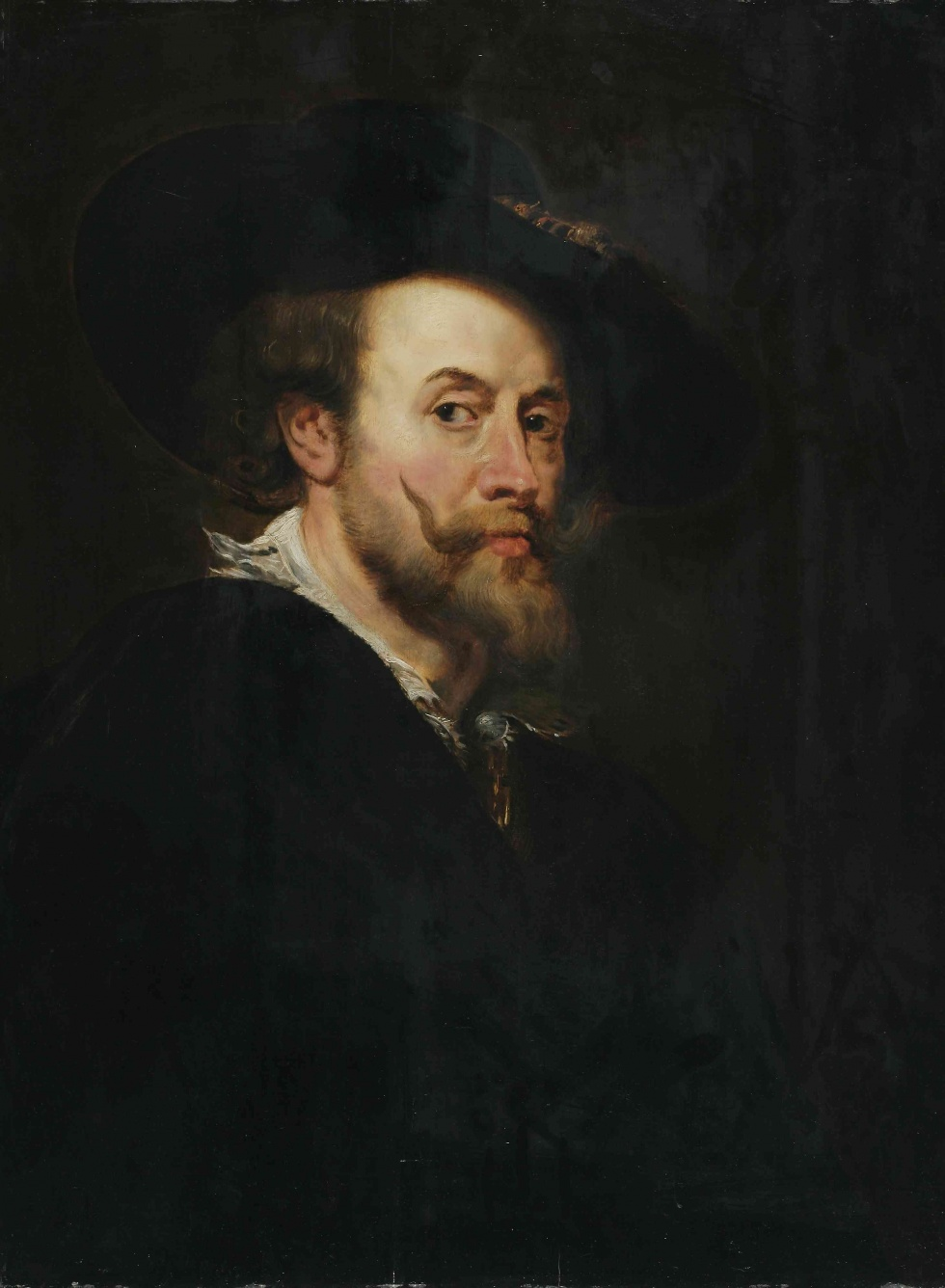
Auto-retrato (1625) de Peter Paul Rubens, parte do acervo do Siegerlandmuseum für Kunst und Geschichte.

Com a abertura do Apollo-Theater, construído no lugar do antigo cinema Apollo-Kinocenter, em 1° de setembro de 2007, a cidade ganhou seu primeiro teatro. Nele são apresentados espetáculos de dança, concertos e peças teatrais.
Desde 1992, a casa de cultura Lÿz oferece espetáculos de cabaré, música e peças teatrais de pequena proporção.
Os eventos culturais de grande porte são realizados no Siegerlandhalle (1 800 m² de extensão e 2 300 lugares) e no Bismarckhalle. Além disso, são promovidos ocasionalmente concertos na praça do castelo Unteres Schloss ou nos jardins do castelo Oberes Schloss.

### Museus

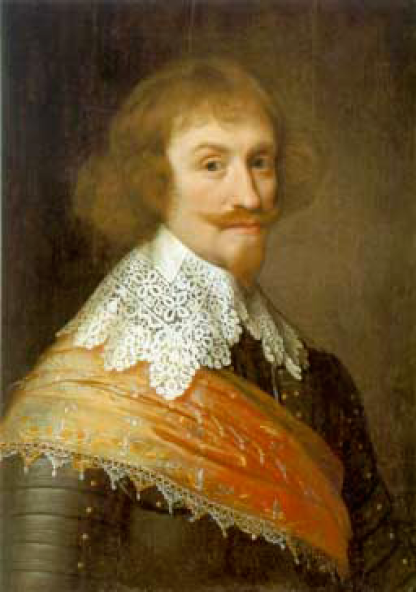
Retrato de João Maurício de Nassau (1637) exposto no Siegerlandmuseum für Kunst und Geschichte. É provavelmente obra de V. Mierefeld.

Em 1996 foi inaugurado o Aktives Museum Südwestfalen, que oferece vasta documentação sobre a história da região de Vestfália do Sul (Südwestfalen). Ele funciona no lugar da antiga sinagoga, que foi incendiada em 10 de novembro 1938 por membros da SS e da SA. Por este motivo, o museu é também um memorial às vítimas do nazismo na região de Siegen-Wittgenstein. Com 200 m² de extensão, ele abriga uma mostra permanente, cujo tema principal é a história da minoria judaica na região. Além disso, são abordados, por meio de diversos exemplos da história regional, os crimes contra outros grupos perseguidos: ciganos, deficientes, testemunhas de Jeová, estrangeiros e presos políticos. Na exposição é narrada, por exemplo, a trajetória de vida do deputado estadual comunista Walter Krämer, que recebeu postumamente, no ano de 2000, a mais alta condecoração do Estado de Israel, o título de justo entre as nações. Ademais são organizados ocasionalmente no local eventos e exposições especiais sobre os mais variados temas. O museu é administrado por uma entidade privada.
O Siegerlandmuseum für Kunst und Geschichte (Museu de arte e história) foi construído a partir do museu escolar Realgymnasium e, desde 1905, funciona no castelo Oberes Schloss. A coleção do museu abrange pinturas e desenhos de Peter Paul Rubens, um retrato do príncipe de Nassau-Oranien, mostras sobre a história da região de Siegerland (da pré-história aos dias de hoje), sobre a história da indústria mineradora, da economia e da extração de ferro – incluindo uma mina montada artificialmente para a exposição, no subsolo do museu – e sobre a história do estilo de vida na região no século XIX. Em uma filial do museu, o Austellungsforum, que funciona na Haus Oranienstraße, são oferecidas ainda exposições temporárias sobre temas variados. O museu é administrado pelo governo municipal de Siegen.

O Museum für Gegenwartskunst (museu de arte contemporânea) oferece mostras de pintura, fotografia e vídeo, e instalações. Grande parte do programa é fruto do trabalho dos artistas Bernd e Hilla Becher. Ademais, com a coleção Lambrecht-Schadeberg, o museu expõe, em uma mostra permanente, obras dos vencedores do prêmio Rubens de pintura (Rubenspreis), entre eles, Francis Bacon, Antoni Tàpies e Lucian Freud.

Museum für Gegenwartskunst (Museu de arte contemporânea)

No bairro de Geisweid localiza-se o museu Beatles, administrado por Harold Krämer. De acordo com o livro Guinness-Record de 2000, este é o menor museu do mundo dedicado aos quatro músicos de Liverpool, com apenas 27 m². A coleção abrange mais de 17.000 gravações, objetos, cartazes de filmes e autógrafos.
No bairro de Eiserfeld encontra-se o Bergwerkmuseum Reinhold Forster Erbstollen (Museu da mineração). Ele consiste da galeria de mineração Reinhold Forster, que esteve em atividade entre os anos de 1805 e 1902. Os visitantes podem transitar por uma área de 470m².
Desde 1997 funciona, em alguns edifícios antigos da companhia ferroviária Deutsche Bundesbahn, o Eisenbahnmuseum (Museu do trem). Além de exposição de fotos da companhia de trem, de um modelo de ferrovia e do arquivo da associação de amigos do trem da cidade de Betzdorf, que se encontram em antigos prédios administrativos, uma rotunda ferroviária abriga uma exposição que contém mais de dez locomotivas (entre outras, dos modelos DR-Baureihe 52.80 e DB-Baureihe V 100).

### Cinema
Há apenas um cinema na cidade de Siegen, o Cinestar-Multiplex-Kino, que se localiza na Reichwalds Ecke, próximo à estação ferroviária principal. A grande maioria dos filmes estrangeiros é exibida exclusivamente em versão dublada em alemão. Filmes de grande sucesso, no entanto, são ocasionalmente apresentados também em sua versão original (OV), geralmente em uma única sessão semanal.
Durante o período letivo universitário é promovida uma vez por semana uma seção especial de cinema (Panoptikum) em um auditório da Universidade de Siegen. Os filmes exibidos são geralmente de caráter alternativo, embora ocasionalmente também sejam escolhidos grandes sucessos de bilheteria. Também aqui a grande maioria dos filmes estrangeiros é exibida em versão dublada. Nas proximidades de Siegen (a cerca de 20 km de distancia), na cidade de Dahlbruch, encontra-se ainda o cinema Viktoria-Kino.
A cidade contou no passado com vários outros cinemas, por exemplo, o Apollo-Kino (fundado em 8 de novembro de 1935), no prédio em que atualmente funciona o Apollo-Theater, e o Central-Theater (aberto em 31 de janeiro de 1913).

### Música
Em Siegen encontram-se as sedes dos seguintes coros e orquestras:
- Kantorei Siegen
- Bach-Chor Siegen
- Kinder- und Jugendchor Siegen Süd
- Sängerkreis Siegerland
- Siegener Blasorchester
- Siegerländer Bergknappenkapelle Niederschelden
- Original Siegener Stadtmusikanten
- Collegium Musicum Siegen
- Blechbläserensemble Pro musica sacra
- VEB Chor Siegen
- Ensemble Cantemus Siegen e. V.
- Uni Big Band Siegen
- Siegener Salonorchester
- Siegener Salonsolisten
- Universitätsorchester
- Siegener GamelanorchesterOberes Schloss

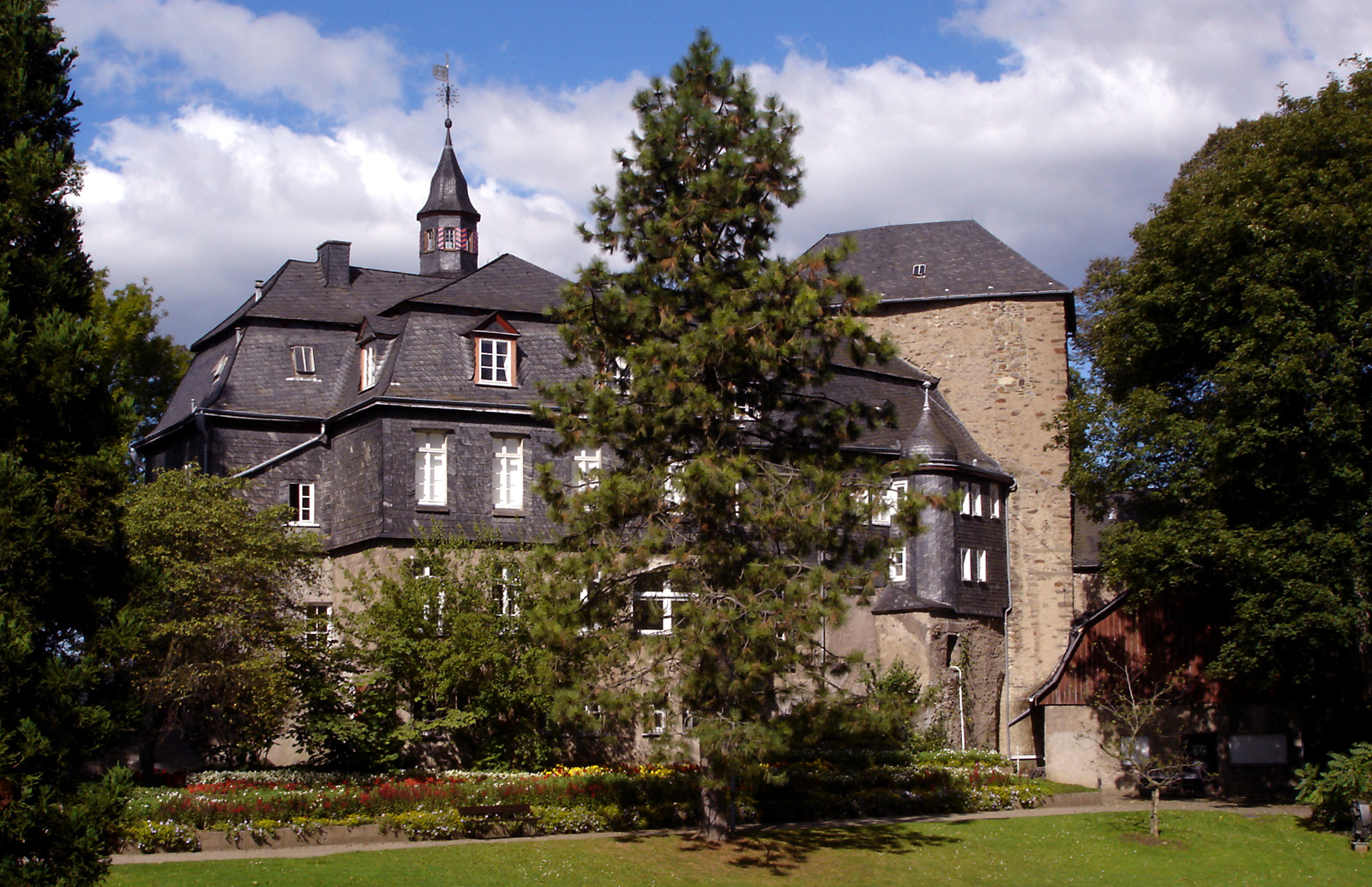
Oberes Schloss

No município vizinho de Hilchenbach localiza-se ainda a sede da orquestra filarmônica Philharmonie Südwestfalen, que promove regularmente concertos em Siegen e em outras cidades e municípios da região.

### Centro cultural
Em frente à praça do mercado (Marktplatz), no coração da cidade, funciona o centro de cultura KrönchenCenter. Nele encontram-se a Universidade popular (Volkshochschule), o arquivo e a biblioteca municipais, assim como o monumento aos irmãos Busch.

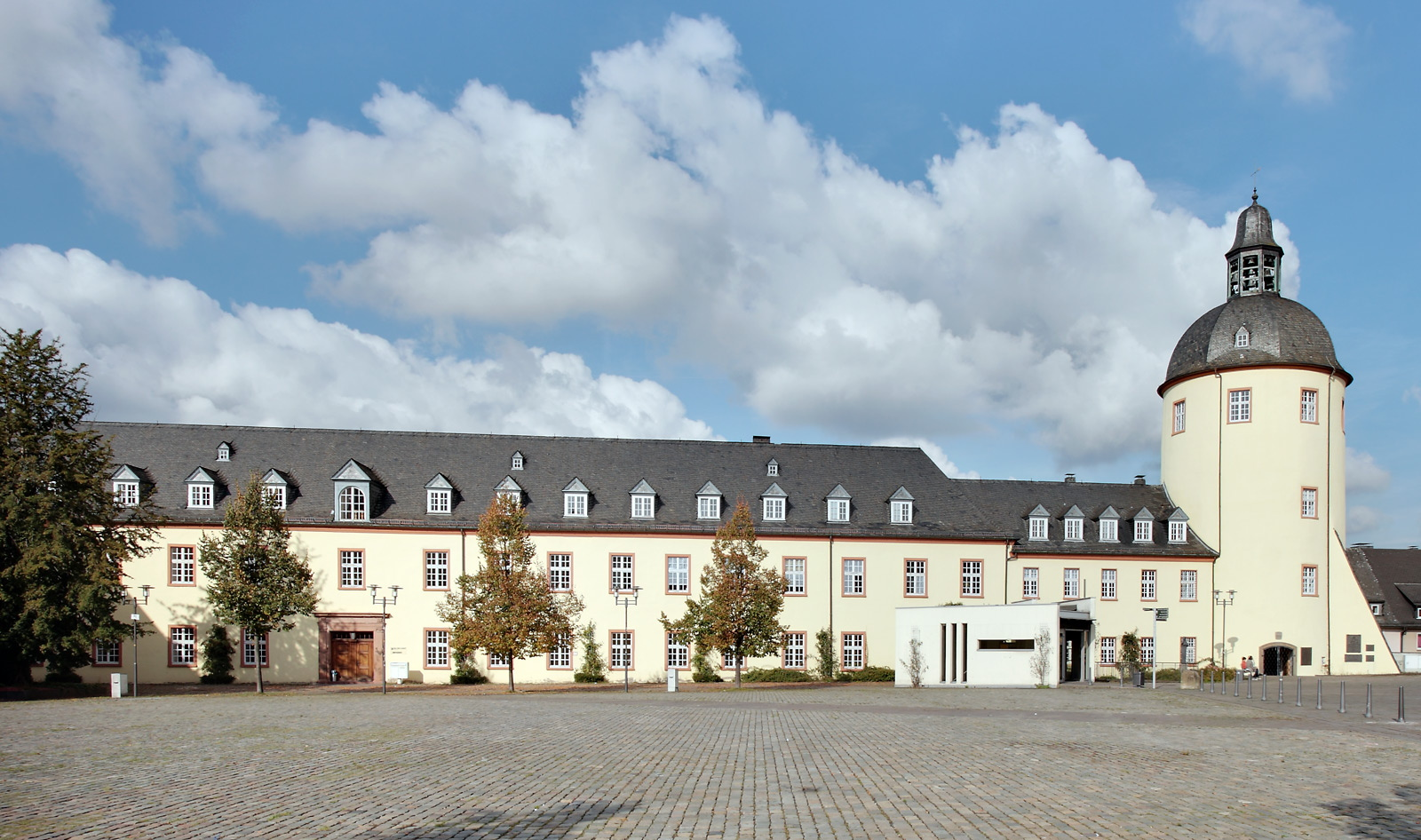
Unteres Schloss (à direita, a torre apelidada "Dicker Turm")

### Monumentos
Embora 80% da cidade tenha sido destruído no ataque aéreo do dia 16 de dezembro de 1944, durante a Segunda Guerra Mundial, alguns monumentos históricos foram preservados, entre outros, os dois castelos da cidade, o Oberes Schloss e o Unteres Schloss, assim como várias igrejas de significado histórico e o prédio do banco Reichsbank, construído em 1909.

#### Oberes Schloss
O castelo, que se localiza no topo da montanha Siegberg, é mencionado pela primeira vez em 1259 e foi, durante a Idade Média, a sede da família da casa de Nassau. O edifício abriga, desde 1905, o Siegerlandmuseum.

#### Unteres Schloss
Entre 1698 e 1720, devido a disputas confessionais entre católicos e protestantes da casa de Nassau-Siegen, o antigo mosteiro franciscano de Siegen, erigido entre 1483 e 1543, foi reformado para se tornar o castelo que abrigou por muitos anos a parte protestante da família, enquanto a parte católica continuou a residir no Oberes Schloss. O castelo, de planta retangular, conta com uma bela torre, conhecida como Dicker Turm (“torre gorda”), a qual contém um tradicional Glockenspiel. No ano de 1959 foi erigido no "Dicker Turm" um memorial às vítimas da guerra e da tirania. No interior do castelo encontra-se também o túmulo da parte protestante dos príncipes da casa de Nassau-Siegen, inclusive o de João Maurício de Nassau.

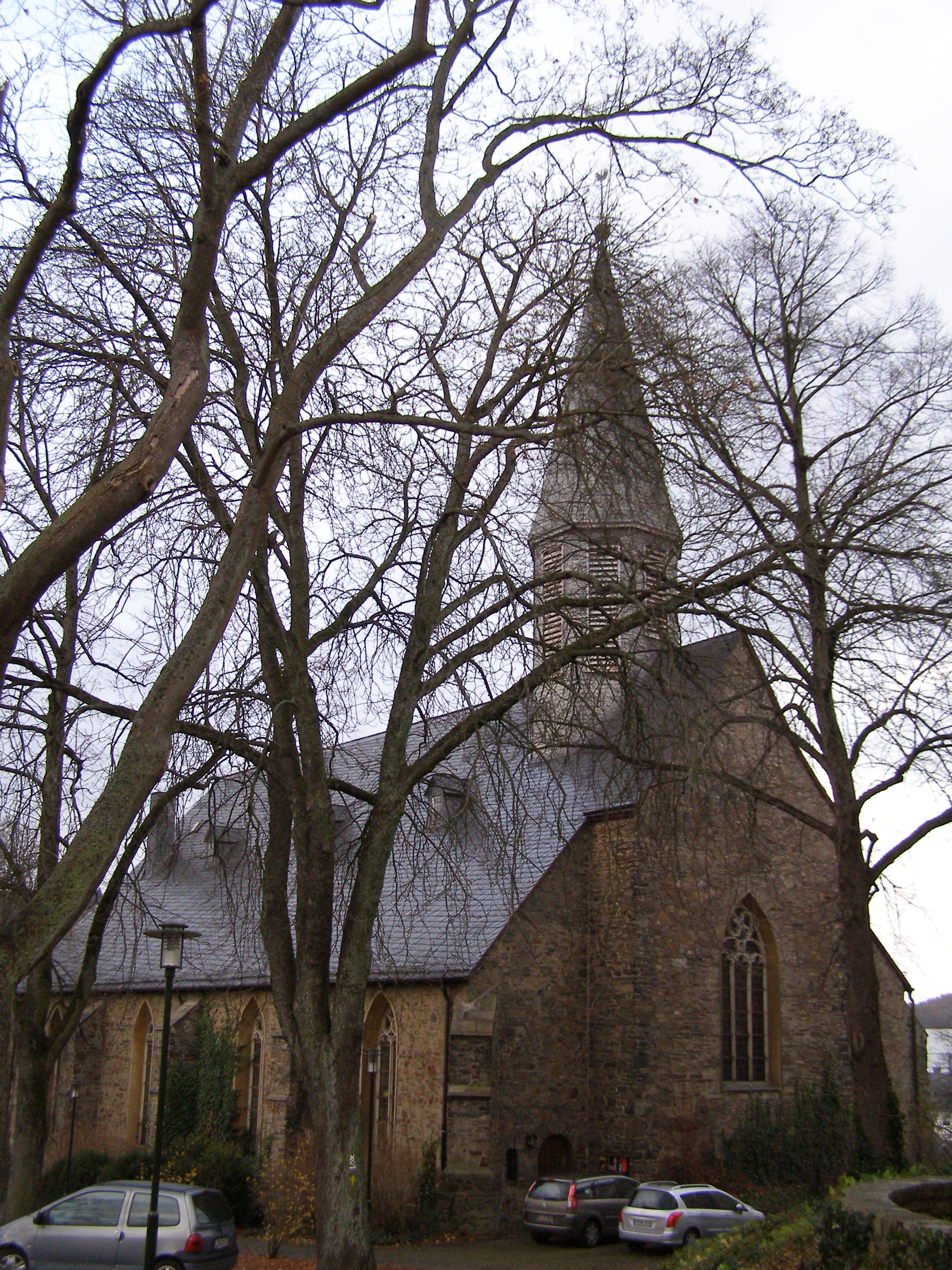
Martinikirche, a mais antiga igreja da cidade

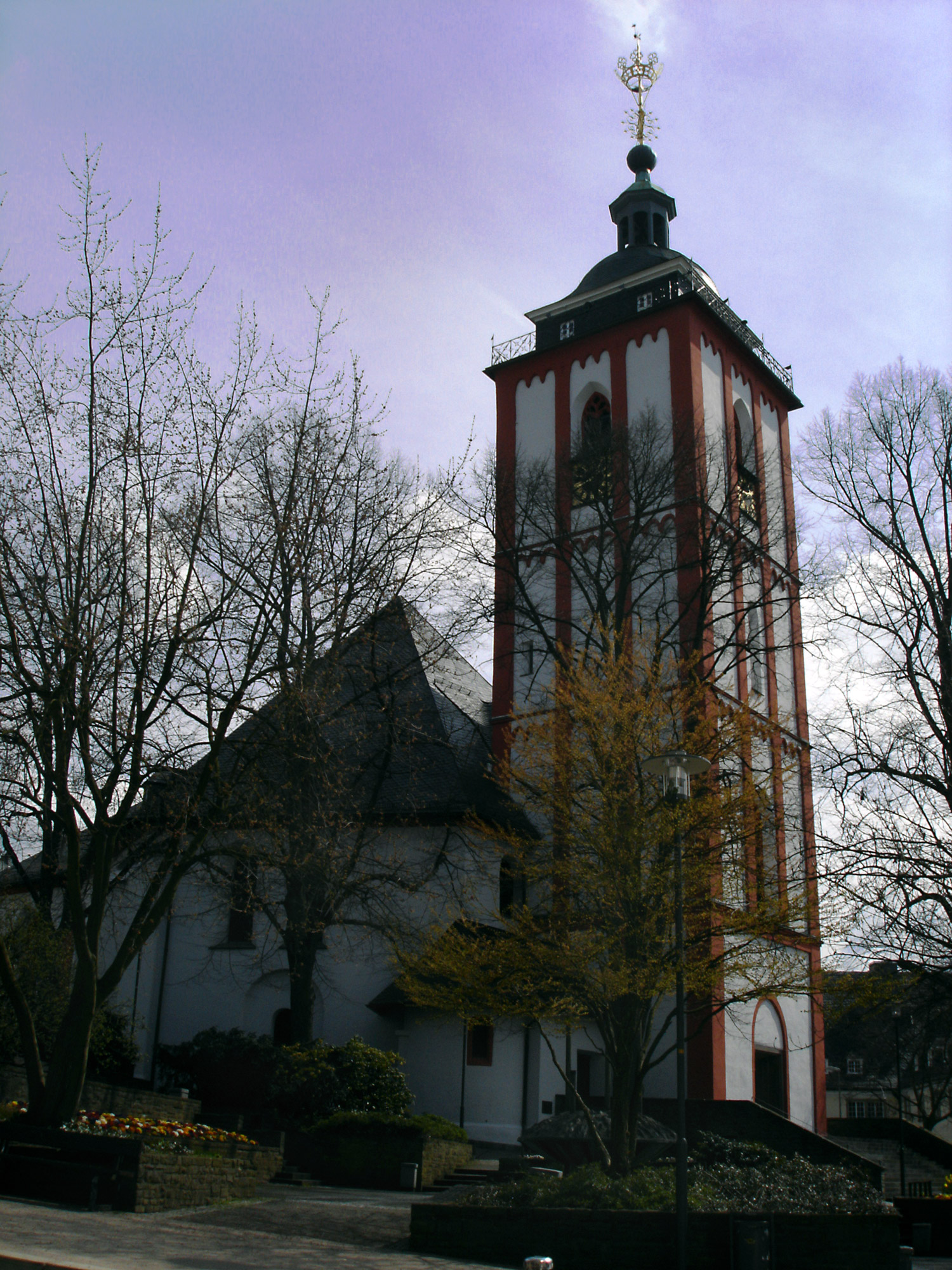
Nikolaikirche. No topo, a "pequena coroa" (Krönchen), símbolo de Siegen.

O prédio pertence atualmente à Universidade de Siegen e abriga uma parte do campus Unteres Schloss. Na praça do castelo são realizados eventos culturais regularmente. Durante a Copa do Mundo de Futebol de 2006, por exemplo, os jogos foram transmitidos ao vivo em uma grande tela montada na praça e chegaram a reunir um número de 10 000 espectadores. 

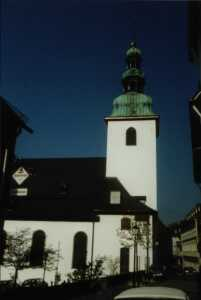
Marienkirche

#### Igrejas
Duas igrejas luteranas destacam-se no centro de Siegen: a Martinikirche (possivelmente do século XI, mas a forma atual data do século XVI), próxima ao Unteres Schloss, e a Nikolaikirche (do século XIII, mas diversas vezes reestruturada), com sua planta hexagonal – a única ao norte dos Alpes -, que se localiza na praça do mercado. A pequena coroa (Krönchen) no topo da Nikolaikirche, um presente do príncipe João Maurício de Nassau para a cidade, tornou-se o principal símbolo de Siegen. Por conta dela, Siegen é também conhecida como Krönchenstadt (“cidade da pequena coroa”). 

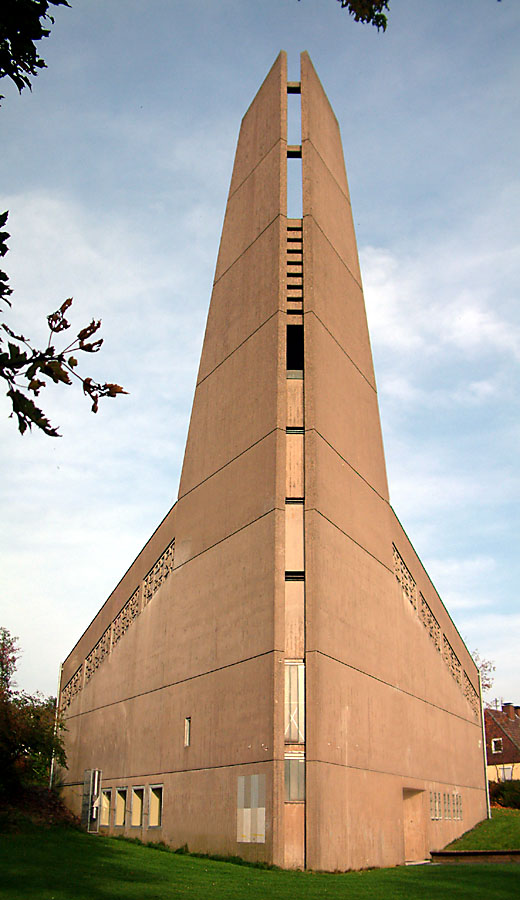
Christuskirche, exemplo da arquitetura brutalista dos anos 60

Outra igreja de destaque no centro histórico é a Marienkirche, erigida pelos jesuítas entre 1702 e 1729, que foi, no entanto, quase inteiramente destruída pelos bombardeios de 16 de  dezembro de 1944 e, posteriormente, reconstruída.
No monte Giersberg encontra-se a Christuskirche (consagrada em 1967), um exemplo da arquitetura brutalista dos anos 60 e 70. Ela tem uma planta pentagonal e é constituída de concreto exposto, o que é típico do estilo arquitetônico. Sua torre é formada por duas altas estelas, que descrevem um ângulo agudo. Este formato fez com que ela ganhasse a alcunha de “rampa de lançamento de almas" (Seelenabschussrampe).
Na parte alta do centro da cidade (Oberstadt) encontram-se mais cinco comunidades religiosas. Na parte baixa do centro (Unterstadt), próxima ao Siegerlandhalle, encontra-se ainda a igreja católica St. Peter und Paul-Kirche (consagrada em 1937). Além disso, há diversas outras igrejas, de diferentes confissões, nos demais bairros da cidade.

#### Gasômetro
A sudoeste do núcleo central de Siegen, na base do monte Ziegenberg, localiza-se um gasômetro de forma esférica protegido pelo património histórico. Trata-se de um dos mais antigos gasômetros de forma esférica do mundo. Uma particularidade é seu revestimento rebitado. Deste tipo são conhecidos apenas outros quatro gasómetros em todo o mundo (em Schwerte, Offenburg, Lörrach e Bielefeld).

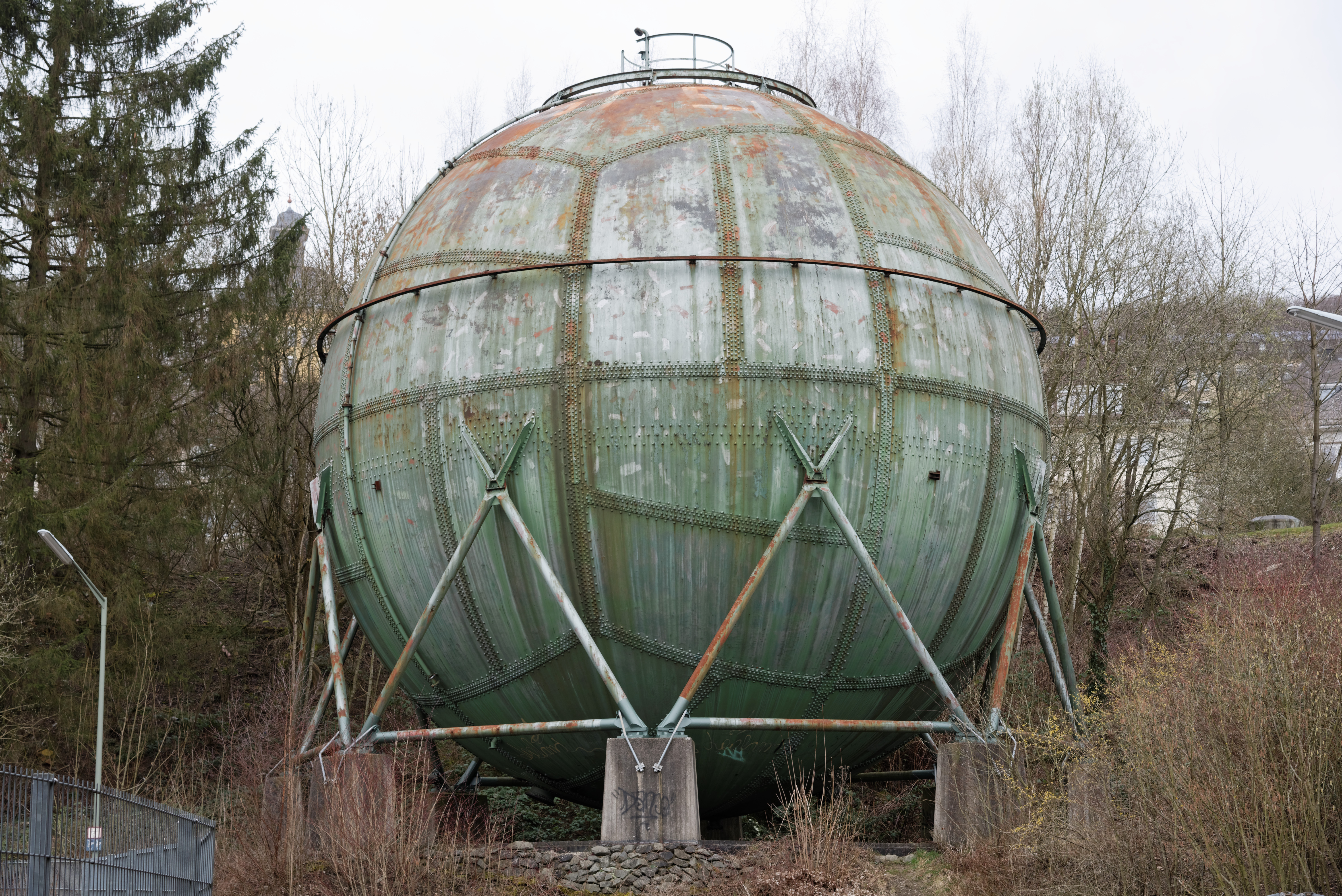
O gasômetro esférico de Siegen

### Cemitérios
No município de Siegen encontram-se um total de 36 cemitérios comunais (dez deles atualmente fechados). Os cemitérios somam uma extensão de 730 000 m² e aproximadamente 65 000 tumbas. Um elemento peculiar é a sua forma de parque e a sua localização, geralmente em uma encosta. O maior cemitério de Siegen é o Lindenbergfriedhof, fundado em 1857, próximo ao qual encontra-se um crematório. O segundo maior é o Hermelsbacher Friedhof. Nele, assim com no Haardter Friedhof, foram enterradas as vítimas da guerra que moravam na cidade. No entorno do Geisweider Friedhof encontra-se um local dedicado à memória das vítimas da Primeira e da Segunda Guerras Mundiais.

### Ecoturismo
Siegen é a cidade grande (isto é, com mais de 100 000 habitantes) com maior percentual de área verde de toda a Alemanha. 85,8% do território municipal é coberto por vegetação; mais de 51% é constituído de florestas, totalizando 5 800 hectáres, dos quais 950 pertencem ao governo municipal. As mais extensas áreas florestais encontram-se nas localidades de Hengsbach, Achenbach, Fischbacherberg/Numbach, Gosenbach, Heinbach e no Jardim Zoológico de Weidenau.

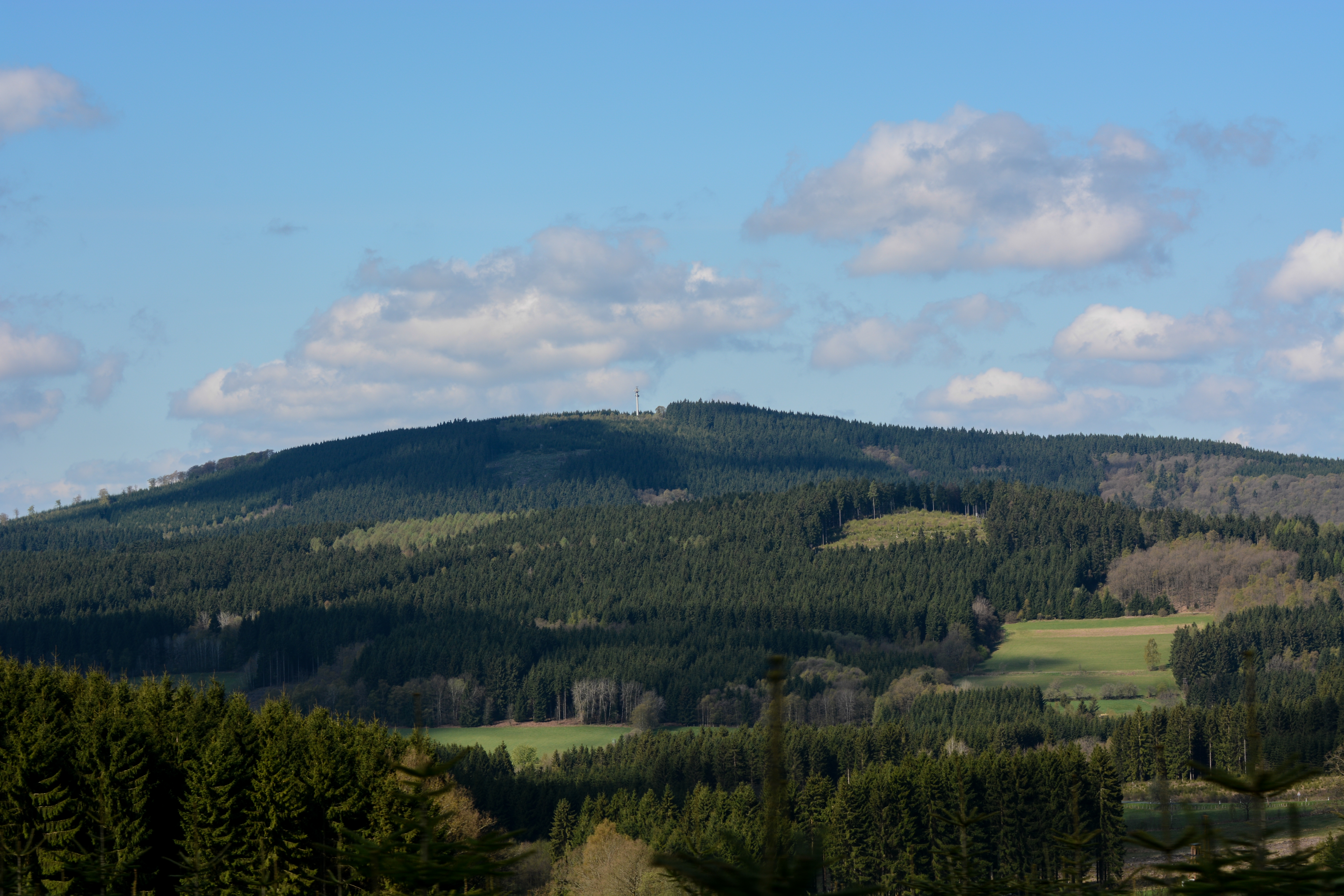
Paisagem na serra Rothaargebirge, nos arredores de Siegen.

O Jardim Zoológico (Tiergarten) de Weidenau é, na verdade, uma grande reserva florestal, com uma área cercada de 65 000 m² onde vivem 25 cervos. A área já pertencia à casa de Nassau-Siegen desde o século XIV, mas apenas no século XVII - no mais tardar, em 1657 - João Maurício de Nassau decidiu transformá-la em um Jardim Zoológico. Além dos animais - que transitam livremente por uma extensa área florestal protegida por uma cerca e, portanto, nem sempre podem ser vistos pelos visitantes -, o parque conta com diversas trilhas, de diferentes comprimentos (entre 1,5 e 6 km). Ademais, diversas espécies da flora local podem ser admiradas e estudadas. Ao longo das trilhas encontram-se diversas placas informativas, que descrevem as espécies vegetais e animais presentes na área.
O distrito de Siegen-Wittgenstein é o mais verde de toda a Alemanha. Dois terços de sua área são cobertos por florestas. Várias regiões vizinhas a Siegen são conhecidas em toda a Alemanha pelo ecoturismo. Entre elas, destaca-se a serra Rothaargebirge, que se estende dos arredores de Siegen (por exemplo, as cidades vizinhas Netphen, Hilchenbach, Wilnsdorf e Burbach) até Sauerland.

### Especialidades culinárias de Siegen e da região de Siegerland

##### Pratos típicos
- Sejerlänner riewekooche (Siegerländer Reibekuchen, em alemão padrão) – pão de batata regional.
- Schandenbrot - pão de centeio regional.
- Krebbelcher  (Krüppelchen, em alemão padrão) – bolacha de queijo Quark.
- Siegerländer Krüstschen – filé de porco à milanesa, servido sobre uma fatia de pão de centeio e coberto com um ovo estrelado.
- Grinnchesbroare (Kaninchenbraten, em alemão padrão) – assado de coelho temperado com cravos e folhas de louro.
- Schampe – rúmen de boi cozido.
- Duffelnsobbe (Kartoffelsuppe, em alemão padrão) – sopa de batata.
- Siegerländer Debbekooche (Siegerländer Topfkuchen, em alemão padrão) – bolo de batata com salsicha e bacon.

##### Cervejas
A cidade de Kreuztal, vizinha a Siegen, abriga, no pequeno bairro Krombach, a famosa cervejaria Krombacher, uma das maiores da Alemanha. Krombacher é a marca mais vendida de cerveja do tipo Pilsen do país. Além disso, a cervejaria produz também cervejas dos tipos Hell, Dark, Dunkel (escura), Keller, Radler (com limão e laranja), Radler sem álcool, Weizen (de trigo), Weizen sem álcool, Weizen dunkel (escura de trigo), Weizen-Radler, Weizen-Radler sem álcool e Pilsen sem álcool. A visita guiada pela cervejaria atrai todos os anos um grande número de curiosos. Também em Kreuztal, no bairro de Steinfurt, é produzida a cerveja da marca Eichener, recentemente comprada pela Krombacher, após o fechamento da antiga cervejaria Eichener. No bairro de Littfeld funciona ainda a cervejaria Ilsen Bräu.
Outra grande cervejaria da região é a Erzquell, cuja sede se encontra na localidade de Bielstein. Em Siegen, no bairro de Kaan-Marienborn, encontra-se a sede da cervejaria Irle, fundada no século XVII. Em Bad Laasphe, uma cidade vizinha a Siegen, localiza-se ainda a cervejaria Bosch, fundada em 1705.

### Esportes
A associação esportiva de Siegen abrange 160 agremiações, com cerca de 37 000 membros. A equipe de futebol masculino local, o Sportfreunde Siegen, fundada em 1899, disputou em 2006 a segunda divisão da Bundesliga, mas atualmente disputa a Oberliga Westfalen (a quarta divisão). Ela conta com um estádio próprio, o Leimbachstadion, com capacidade de 19 400 espectadores. A equipe de futebol feminino Frauenfußballmannschaft des TV Siegen foi seis vezes campeã nacional e teve seu auge nos anos 90. Outra equipe de futebol local, que recebeu atenção especial durante os anos 70, é a VfL Klafeld-Geisweid. O maior clube de ginástica da cidade é o TV Jahn Siegen, fundado em 1879, que conta com 13 departamentos. A agremiação TG Friesen Klafeld-Geisweid revelou atletas de grande sucesso, especialmente em dois esportes tipicamente alemães: Prellball e Rhönrad. Na modalidade de atletismo destaca-se a LAG Siegen, que já treinou atletas que disputaram os Jogos Olímpicos. Outra agremiação que já revelou diversos atletas que competiram nos Jogos Olímpicos, além de campões nacionais, é a Schwimmvereinigung Neptun Siegerland, fundada em 1913. A RTG-Weidenau é uma das mais importantes agremiações alemãs de Ring-Tennis (tennikoit ou tenniquoit, em inglês) e já conquistou onze vezes o campeonato nacional de jovens atletas da modalidade, além de disputar a primeira divisão do campeonato nacional regular. Também a agremiação de bilhar BC Siegtal 89 disputa atualmente a primeira divisão do campeonato nacional. A ela pertencem, entre outros campeões nacionais, Ina e Jöm Kaplan.

### Eventos

##### Eventos regulares
- Primavera: Exposição Siegerlandausstellung (SILA), a cada dois anos.
- De março a novembro, sempre no primeiro sábado do mês: Mercado da pulgas (Flohmarkt), no bairro de Geisweid.
- De junho a agosto: “Mittwochs in” – às quartas-feiras apresentam-se diversas bandas musicais na praça do castelo Unteres Schloss (evento suspenso há alguns anos devido às obras no castelo).
- Junho: Johannimarkt, Kirmes (feira típica alemã, geralmente montada de forma semelhante à de um pequeno parque de diversão), que é promovida anualmente desde o século XVII.
- Junho/julho: Siegener Sommerfestival (“festival de verão de Siegen”), com encenações teatrais, cabaré, música, cinema e a “Noite das 1 000 luzes” (Nacht der 1 000 Lichter, noite em que parte do centro histórico da cidade é iluminada por 1 000 lâmpadas).
- Julho: Siegtal pur – durante um domingo do mês, a rodovia Hüttentalstraße fica fechada para automóveis e pode ser utilizada livremente por pedestres e ciclistas.
- Julho: Rubensfest, festa realizada em todos os anos terminados em número ímpar.
- Agosto: Siegener Open-Air-Kino na praça do Unteres Schloss (nos últimos anos, devido às obras no Unterer Schloss, este evento foi realizado nos jardins do Oberer Schloss).
- Verão: Siegerländer Firmenlauf (corrida das firmas da região de Siegerland), uma mais maiores corridas do gênero no estado da Renânia do Norte-Vestfália, com mais de 8000 competidores.
- Agosto: Christopher Street Day (CSD), desde 2000.
- Verão: Festa de rua no Mercado Kornmarkt.
- Outubro: Festa municipal de Geisweid, no segundo domingo do mês.
- Novembro: Mercado do advento, em Geisweid, desde 1985.
- Dezembro: Mercado de Natal, desde 1980.

##### Eventos extraordinários
- No dia 14 de março de 1968 a primeira edição do programa musical Starparade foi transmitida ao vivo da região de Siegerland para toda a Alemanha. A Starparade foi um programa musical transmitido ao longo de doze anos - entre 14 de março de 1968 e 5 de junho de 1980 - pela emissora de televisão Zweites Deutsches Fernsehen (ZDF), de diferentes cidades da Alemanha. James Last fez a sua estreia televisiva em Siegen.
- Em 28 de agosto de 1968 os Jogos sem Fronteiras foram relizados no estádio Leimbach, em Siegen, e transmitidos para diversos países da Europa.
- De 5 a 27 de setembro de 1970 foi realizada em Sigen a décima nona edição da Olimpíada de xadrez, da qual participaram, entre outros, Bobby Fischer e Boris Spassky, posteriormente campeões mundiais.
- Entre 17 e 19 de setembro de 2010 o dia NRW (Renânia do Norte-Vestfália), que comemorou a fundação do estado, foi celebrado em Siegen.
- Em 5 de maio de 2012 foi realizada a primeira corrida de bolas Siegener Bälle-Rennen. 10 000 bolas rolaram pela Kölner Straße.

### Lendas
O Dilldapp é uma antiga personagem folclórica da região de Siegerland. Ele viveria principalmente na montanha Hauberg e teria uma aparência terrível. Segunda a lenda, Dilldapp se alimentaria apenas das batatas (Duffeln, no dialeto da região) que furta dos camponeses. No início dos anos 80, foi publicado o primeiro calendário dedicado à personagem, elaborado pelo cartunista e escritor Matthias Kringe, no dialeto da região (o Siegerländer Platt). Com ele, a palavra Dilldapp adquiriu um novo significado: passou a referir-se também aos habitantes da cidade vizinha de Dillenburg, no estado de Hesse. Muitos deles trabalharam na indústria metalúrgica de Siegen entre os anos 60 e 80 e eram vistos pelos moradores da cidade como pessoas desajeitadas, embora amáveis.

### Trocadilho
Um conhecido trocadilho pinta a cidade de Siegen de maneira bastante negativa: “O que é pior do que perder? Siegen!“ - em alemão, Siegen significa vencer. Não se sabe quem formulou pela primeira vez o trocadilho. Ele tornou-se, no entanto, conhecido em toda a Alemanha provavelmente apenas em 1990. Neste ano, uma edição da revista Spiegel, que atribuía à Universidade de Siegen a mais elevada posição em seu ranking de melhores universidades da Alemanha, reproduziu o trocadilho em uma reportagem. A matéria relata a queixa de diversos estudantes, até hoje repetida por muitos, de que a cidade é pouco adequada à vida de universitária, dado que dispõe de fraca oferta cultural e de lazer quando comparada a outras cidades universitárias alemãs. 

### Prêmio Rubens
O Prêmio Rubens (Rubenspreis) da cidade de Siegen foi entregue pela primeira em 1957 e, desde então, a cada cinco anos, homenageia um pintor ou desenhista que tenha se destacado ao longo de sua vida no meio artístico europeu. A honraria recorda o pintor e diplomata Peter Paul Rubens, que por toda a sua vida defendeu a união das nações europeias, muito antes que tal projeto começasse a ser concretizado, na segunda metade do século XX. Rubens nasceu em Siegen, cresceu em Colônia e Antuérpia, desenvolveu sua técnica pictórica na Itália, ganhou fama na França e trabalhou como diplomata na Espanha e na Inglaterra. Assim, como mestre do barroco europeu, estabeleceu precisamente os elementos artísticos e europeus a que por meio da concessão do prêmio se pretende exaltar.
Vencedores:
- 1957: Hans Hartung
- 1962: Giorgio Morandi
- 1967: Francis Bacon
- 1972: Antoni Tàpies
- 1977: Fritz Winter
- 1982: Emil Schumacher
- 1987: Cy Twombly
- 1992: Rupprecht Geiger
- 1997: Lucian Freud
- 2002: Maria Lassnig
- 2007: Sigmar Polke
- 2012: Bridget Riley
- 2017: Niele Toroni
- 2021: Miriam Cahn

## Economia e infraestrutura

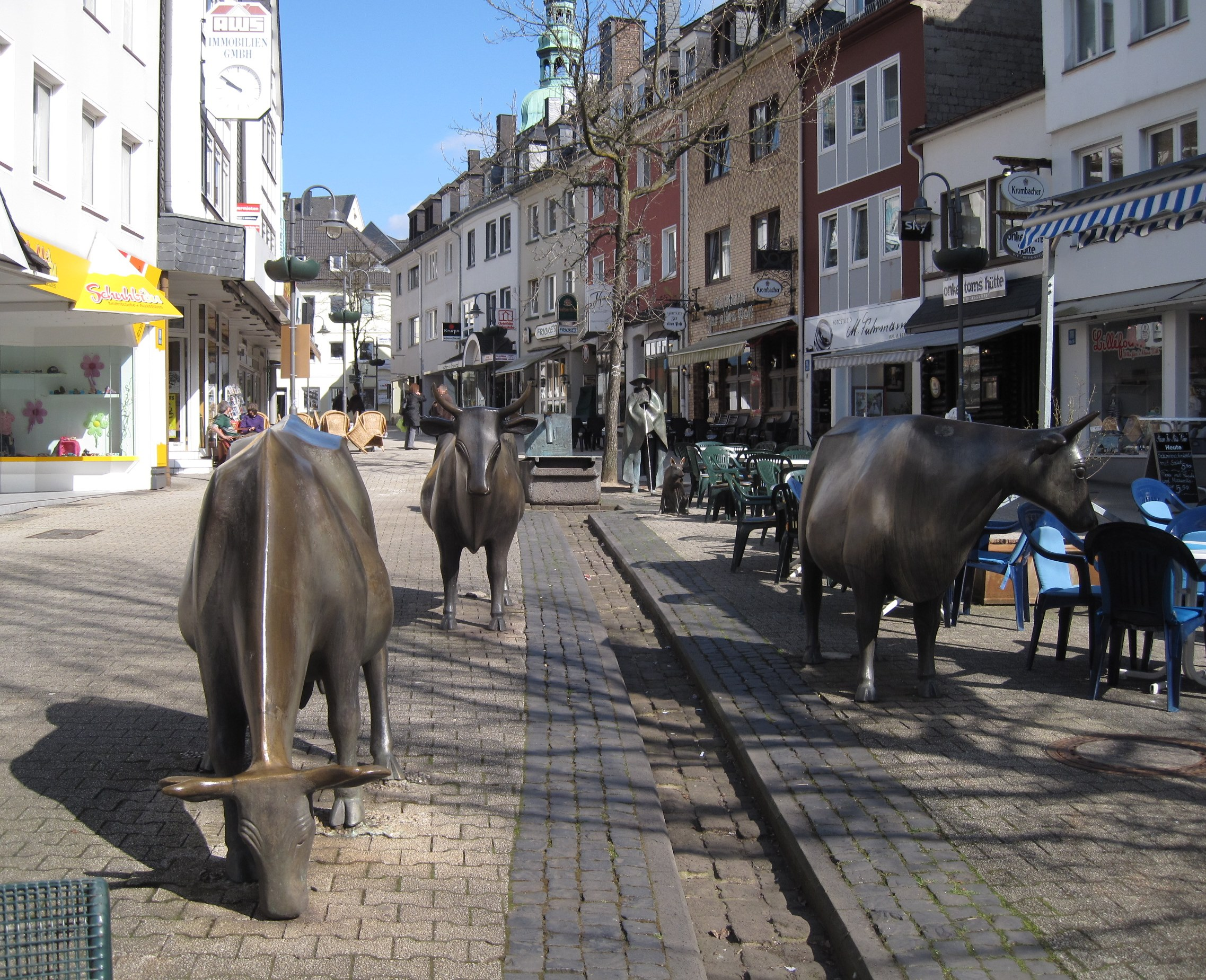
A rua Alte Poststraße, na Cidade Alta. Em primeiro plano, o chafariz projetado por Wolfgang Kreutter e inaugurado em 24 de novembro de 1984.

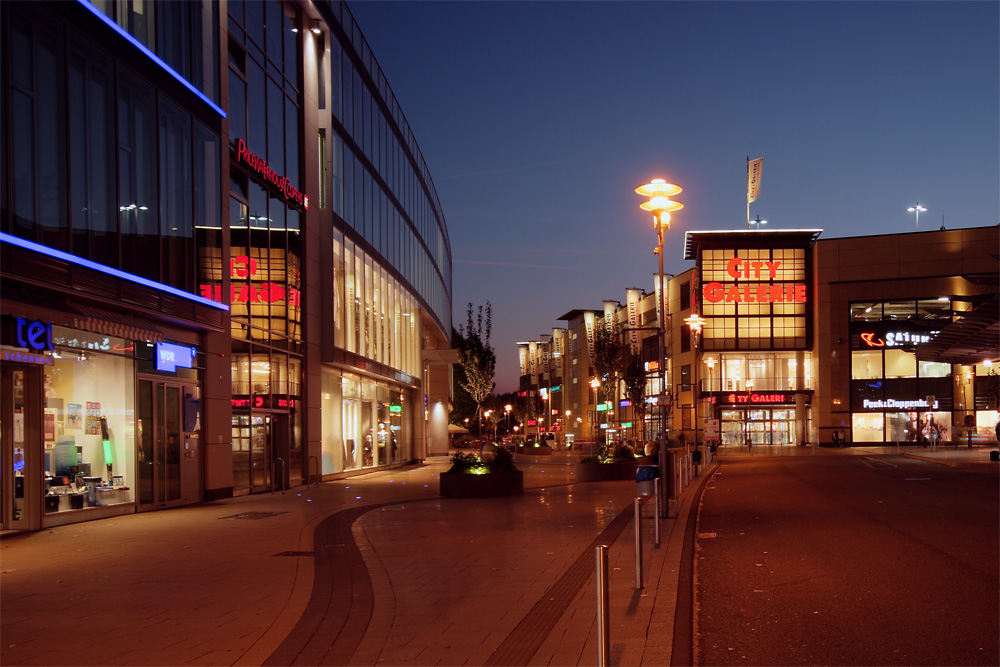
O Sieg Carré (à esquerda) e a City Galerie (à direita), os dois principais centros comerciais da cidade de Siegen. Ambos localizam-se na Cidade Baixa.

### Economia

#### Indústria e comécio
Siegen é o principal centro de serviços e administração da região da Vestfália do Sul (Südwestfalen). A indústria metalmecânica ocupa uma parcela significativa da economia da cidade. A taxa de desemprego era de 5 % em março de 2016.
O centro da cidade de Siegen pode ser dividido em duas partes: a Cidade Baixa (Unterstadt), no vale do rio Sieg, entre a antiga B 54 (Siegüberkragung) e a estação de trem; e a Cidade Alta (Oberstadt), sobre o monte Siegberg. Os negócios da cidade concentram-se em ambas as partes do centro. A Cidade Alta é o centro histórico da cidade, com quase mil anos de história, cuja arquitetura é, em parte, dos séculos XVII a XIX, embora a grande maioria dos edifícios tenha sido destruída durante a Segunda Guerra Mundial e reconstruída posteriormente. Da Kölner Tor à rua Marburger e ao Marburger Tor, passando pela rua Alte Post – onde encontram-se vários bares – e a praça do mercado, a Cidade Alta, sobre o monte Siegberg, configura uma das zonas de pedestres mais inclinadas da Alemanha. A rua principal, a Kölner Straße, foi fechada para o trânsito de veículos automotores em 16 de novembro de 1970. Do mesmo modo, em 1972, a rua principal da Cidade Baixa, a Bahnhofstraße, tornou-se uma área exclusiva para pedestres. Ela liga a cidade alta à estação de trem e ao terminal de ônibus da cidade, próximo ao qual se encontram a City Galerie e o Sieg Carré. As muitas passagens que facilitam o transito dos pedestres pela rua foram complementadas na década de 60 pela Siegüberkragung, uma via de mais de 100 metros sobre o rio Sieg, sobre a qual foram construídos um grande estacionamento, um edifício-garagem e alguns estabelecimentos comerciais. Apenas no ano de 2012 a paisagem do local foi recuperada, com a derrubada do estacionamento, que era conhecido como Siegplatte. Além disso, boa parte da área que liga a Cidade Baixa à Cidade Alta foi reformada entre os anos de 2012 e 2016, em conexão com o programa de infraestrutura Regionale 2013-2016. Com a demolição da Siegplatte, a paisagem urbana da Cidade Baixa foi alterada significativamente. Os recursos para a obra vieram do governo da região administrativa de Arnsberg (2,94 milhões de euros, liberados em 2011) e do governo municipal de Siegen (232 700 euros). 
Uma reviravolta no desenvolvimento da imagem e da distribuição demográfica e comercial da cidade, com consequências de longo alcance para a qualidade de vida da população, foi ocasionada pelo fechamento da grande loja de departamentos Kaufhof na Cidade Alta, em 1998, e pela inauguração de dois novos grandes centros comerciais na Cidade Baixa: a City Galerie (1998) e o Sieg Carré (2006). Em consequência disso, a Cidade Alta foi aos poucos perdendo o seu papel de centro comercial, o qual foi assumido pela Cidade Baixa, que até então era uma mera periferia do centro antigo. Tal mudança resultou em uma crescente desvalorização da Cidade Alta, onde se encontra o centro histórico de Siegen, levando ao fechamento de diversos negócios e cafés antigos, além do esvaziamento da tradicional feira. Com isso, o comércio passou a se concentrar na área diretamente próxima à principal estação de trem e à rodovia, levando a clara queda na qualidade de vida e contribuindo para a diminuição do interesse geral pela cidade. 
A peculiar mudança do centro da Cidade Alta para a Cidade Baixa, influenciada exclusivamente pelo consumo, ocorreu sem consulta à população local, diferentemente do que era comum no passado, e contrariou o desejo expresso pela maioria nas consultas populares anteriores. Após o início das transformações, todas as tentativas dos moradores e comerciantes da Cidade Alta para reverter a nova tendência foram em vão. 
Como reação ao esmorecimento do significado da Cidade Alta como bairro de compras, foram fundadas, em 2002, a Sociedade para o Marketing da Cidade de Siegen (Gesellschaft für Stadtmarketing Siegen – GSS) e, em 2004, a Associação de Moradores e Amigos da Cidade Alta (Immobilien- und Standortgemeinschaft Oberstadt e. V. – ISG).  

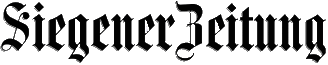
Logotipo do jornal Siegener Zeitung.

#### Imprensa
Siegen dispõe de três jornais diários, um estúdio (o WDR) e uma rádio local. O Westdeutsche Rundfunk (literalmente, “Radiodifusão da Leste Alemão”, WDR) compreende um estúdio tridimensional, do qual são transmitidas, por rádio, televisão, teletexto ou internet, reportagens e notícias da região da Vestfália do Sul. Entre os programas transmitidos a partir do estúdio destaca-se a Lokalzeit Südwestfalen, noticiário local transmitido nos dias úteis, após o programa Aktuelle Stunde, no canal três da WDR. Além disso, o WDR também é responsável pelo transmissor de VHF e televisão (anteriormente também de onda média) Siegen-Giersberg, que se localiza no topo da montanha Giersberg, em Siegen.

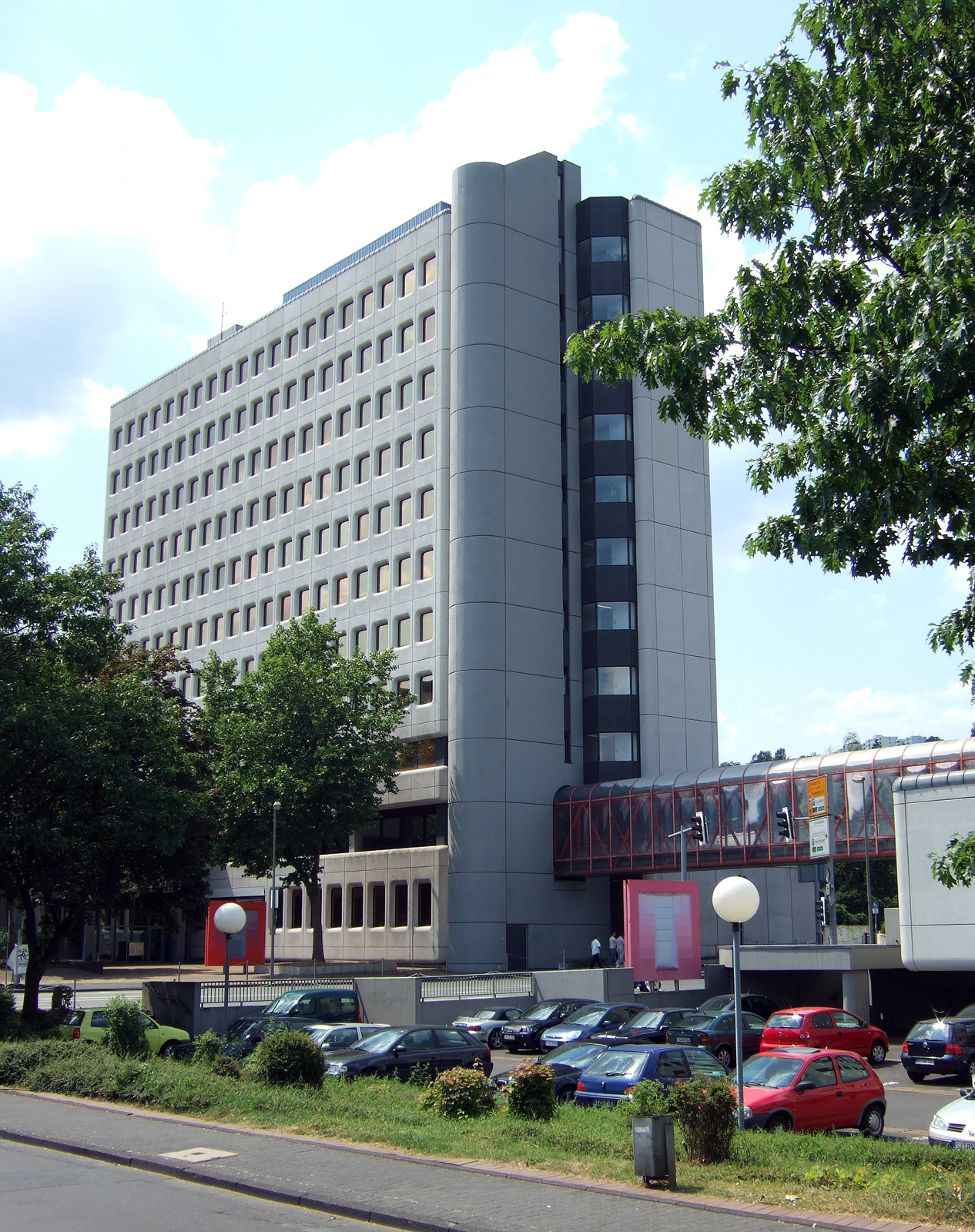
O tribunal de primeira instância Landgericht, em Siegen.

Os três jornais regionais diários são o Siegener Zeitung, o Westfälische Rundschau e o Westfalenpost, com edições regionais e locais. Até o ano 2000 o Siegener Zeitung era um dos poucos jornais alemães que ainda oferecia uma edição vespertina. Ele é o jornal de maior tiragem e o mais vendido do distrito de Siegen-Wittgenstein. Sua sede e redação ficam em Siegen. Os jornais regionais Westfälische Rundschau e Westfalenpost têm suas centrais de redação, respetivamente, em Dortmund e Hagen. Ambos pertencem ao grupo WAZ-Mediengruppe, com sede em Essen, e são impressos em uma associação de notícias da editora WAZ. Com a reformulação dos jornais WAZ, o Westfälische Rundschau e o Westfalenpost passaram, a partir de 2009, a dedicar uma seção local à região de Siegerland.
A Radio Siegen, vinculada ao programa da rádio NRW, entrou em operação em 1990. Sua programação é transmitida para todo o distrito de Siegen-Wittgenstein. A rádio local é uma das 45 existentes no estado da Renânia do Norte-Vestfália. Seguindo as diretrizes de radiodifusão e média do estado, a Rádio Siegen é constituída duas sub-empresas: um programa redacional público e uma empresa privada, que é a responsável pela parte econômica e técnica da rádio.

#### Instituições Públicas
Siegen é a sede do distrito administrativo de Siegen-Wittgenstein e de uma câmara de indústria e comércio (Indristrie- und Handelskammer, IHK) cujo âmbito administrativo se estende por toda a área de Siegen-Wittgenstein e Olpe. Até a dissolução dos departamentos de defesa distritais (Kreiswehrersatzämter) em toda a Alemanha, Siegen era sede de um deles.
Com dos tribunais comuns de primeira instância Amtsgericht e Landgericht, além de um tribunal de causas trabalhistas (Arbeitsgericht), também de primeira instância, Siegen é, a nível regional, uma cidade de grande importância jurídica.

#### Educação
De 1594 a 1599/1600 e de 1606 a 1609, a Escola Superior de Nassau, também conhecida como Johannea, foi transferida de Herborn para Siegen, tendo funcionado nos prédios do Untere Schloss. A mais antiga escola de Siegen é o Ginásio Am Löhrtor, fundada em 1536 por Erasmus Sarcerius, como escola de latim e pedagogia. Ela deu origem ao Ginásio Jungen, localizado na Oranienstraße. A maior escola de formação geral (allgemeinbildend) da cidade é a Gesamtschule Bertha-von-Suttner, com mais de 1 000 alunos. Siegen é ainda sede da Universidade de Siegen (Universität Siegen), que, com aproximadamente 20 000 estudantes, representa um papel importante na economia e na vida da população, ainda que seus principais campi sejam localizados em uma região remota da cidade, no topo da montanha Haardter. A universidade foi fundada, inicialmente como Gesamthochschule, em 1° de agosto de 1972. Ademais, há em Siegen ainda um centro de estudos profissionalizantes da Escola Superior para Economia e Management FOM (FOM Hochschule für Oekonomie & Management) e a Academia para Administração e Economia (Verwaltungs- und Witschaftakademie). Há ainda diversas escolas de formação geral e profissional, o Siegerland-Kolleg e o Weiterbildungskolleg zur Erlangung der allgemeinen Hochschul- bzw. Fachhochschulreife.

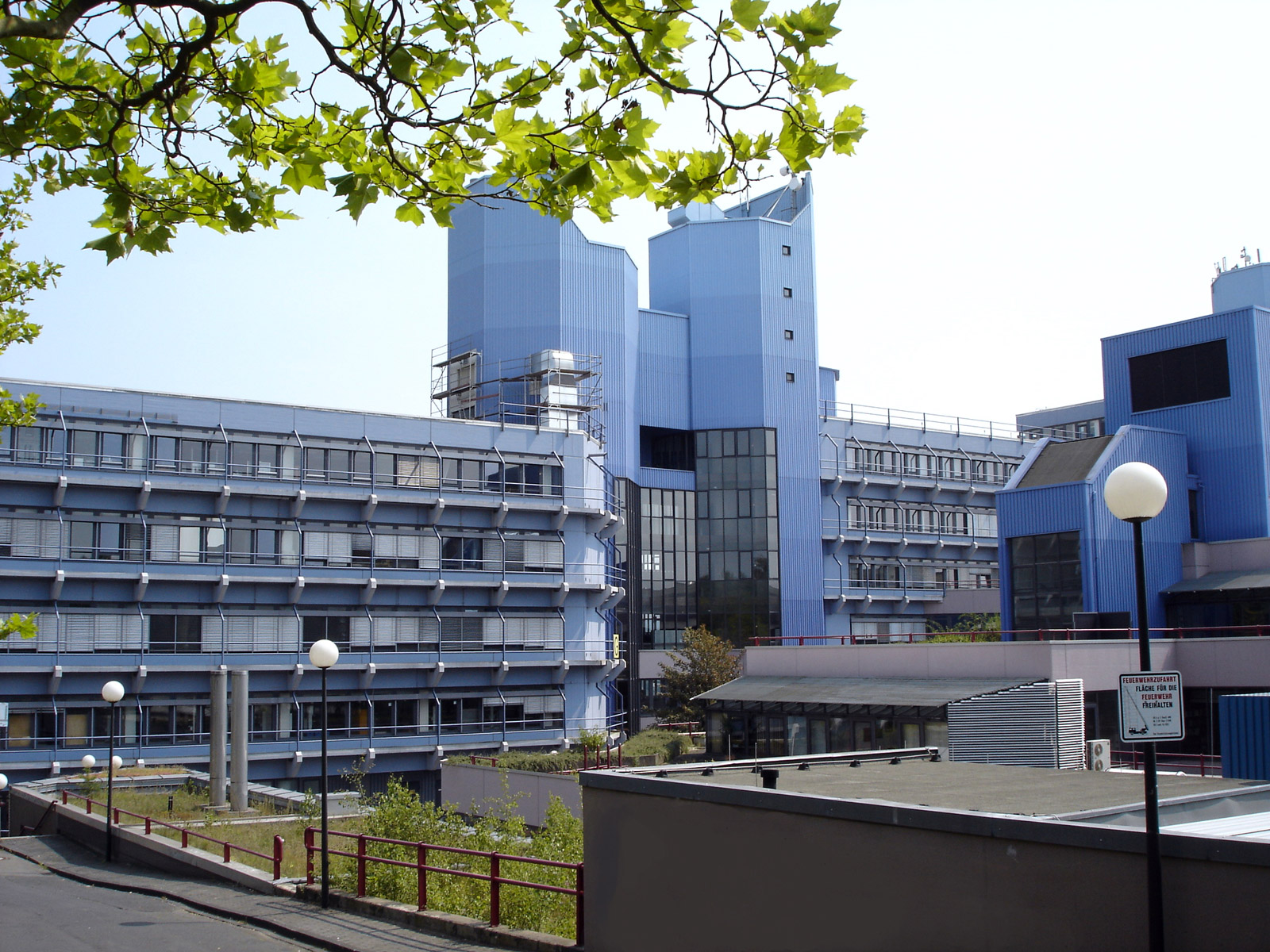
A Universidade de Siegen (campus Adolf-Reichwein).

Na cidade encontram-se diversas escolas de formação geral: cinco ginásios (Fürst-Johann-Moritz-Gymnasium, Gymnasium Am Löhrtor, Gymnasium auf der Morgenröthe, Peter-Paul-Rubens Gymnasium e Evangelisches Gymnasium), cinco Realschulen (Realschule Am Häusling, Realschule Am Hengsberg, Realschule Am Oberen Schloss e Realschule Am Schießberg) e três Hauptschulen (Achenbacher Schule, Geschwister-Scholl-Schule e Haardter-Berg-Schule), além de 21 Grundschulen (Albert-Schweitzer-Schule, Birlenbacher Schule, Diesterwegschule, Eiserner Schule, Fischbacherbergschule, Friedrich-Flender-Schule, Geisweiderschule, Giersbergschule, Glückaufschule, Gosenbacherschule, Grundschule auf dem Hubenfeld, Grundschule Eiserfeld, Grundschule Kaan-Marienborn, Hammerhütterschule, Hüttentalschule, Jung-Stilling-Schule, Lindenbergschule, Nordschule, Obenstruthschule, Sonnenhangschule e Spandauerschule). Há em Siegen, ainda, duas Gesamtschulen que oferecem ensino em nível ginasial (Bertha-von-Suttner-Gesamtschule Siegen e Gesamtschule Eiserfeld) e uma escola privada que segue a linha do pedagogo Steiner-Waldorf (Rudolf-Steiner-Schule). Há ainda quatro escolas para criancas com necessidades especiais, com diferentes especialidades: a Pestalozzischule (aprendizado), a Hans-Reinhardt-Schule (desenvolvimento intelectual), Lindenschule (língua) e a Johanna-Ruß-Schule (“pedagogia da cura”; em alemão: Heilpädagogik), que também segue a linha do pedagogo Steiner-Waldorf.
De resto, há em Siegen ainda a Escola de Talentos do Futebol Siegen-Wittgenstein (Fußball-Talentschule Siegen Wittgenstein) e a Escola Municipal de Música Fritz-Busch (städtische Fritz-Busch-Musikschule).
Ao lado das já mencionadas escolas profissionalizantes, Kollegs, academias, da Abendrealschule e da Universidade de Siegen, também a Universidade Popular Siegen (Volkshochschule Siegen) oferece um variado programa para a formação geral e complementar.
Em Siegen encontram-se as sedes das seguintes fundações (Stiftungen): Adolf-Saenger-Stiftung, August von Platen Stiftung Siegen, Diakonie-Stiftung Siegerland, Stiftung der Sparkasse Siegen für Kunst und Kultur e Wilhelm Münker-Stiftung.

#### Lazer
Siegen dispõe de três piscinas cobertas (Hallenbäde): o Hallenbad am Löhrtor, inaugurado em 1967, com uma área de 25 x 15 m; o Hallenbad Weidenau, com medidas de 25 x 12,5 m; e o Hallenbad Eiserfeld, também com medidas de 25 x 12,5 m. Ademais, há ainda duas piscinas não cobertas – em Kaan-Marienborn e em Geisweid – e duas piscinas naturais: o Naturfreibad Seelbacher Weiher e o Naturfreibad Eiserfeld. 

### Transporte
Siegen não conta com redes de metrô ou de bonde. O principal meio de transporte no interior da cidade é o ônibus. A ligação entre Siegen e as cidades e municípios vizinhos é feita por ônibus ou trem. Entre Siegen e cidades distantes, a conexão é feita por trem ou ônibus de longa distância administrados por companhias privadas. A cidade contou, no passado (a partir de 1904) com uma vasta rede de bondes, a qual foi, no entanto, ao longo do século XX, gradativamente substituída pela rede de ônibus, até ser suprimida por completo.

#### Transporte aéreo
No município de Burbach, no sul do distrito de Siegen-Wittgenstein, localiza-se o aeroporto Siegerlandflughafen, o qual, no entanto, não é mais utilizado para voos comerciais.

#### Trens

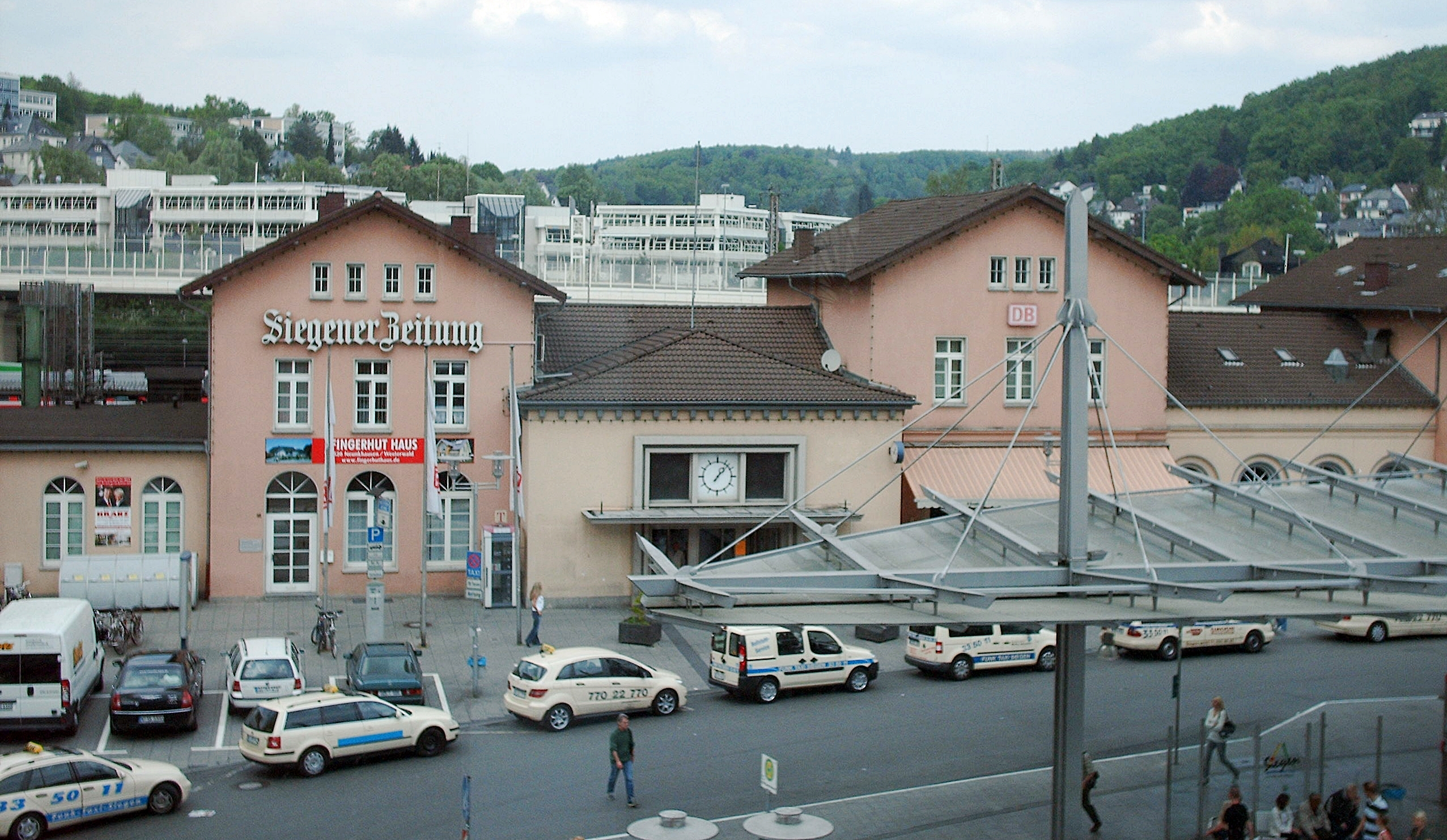
A estação central de trem de Siegen.

Siegen conta com sete linhas de trem (3 do tipo Regional-Express e 5 do tipo RegionalBahn), seguindo direções distintas: entre Aachen/Colônia/Au e Siegen (RE9, RB90 e RB95), entre Essen/Hagen e Siegen (RE16 e RB91), entre Frankfurt am Main/Gießen/Dillenburg e Siegen (RE99 e RB95), entre Bad Berleburg e Siegen (RB93) e entre Limburg an der Lahn/Westerburg e Siegen (RB 90). Os horários de partida e chegada dos trens, assim como informações atualizadas sobre atrasos e cancelamentos, podem ser consultados no sítio da Deutsche Bahn (em diversos idiomas).
| Linha | Nome alternativo     | Percurso                                                                      | Empresa responsável  |
| ----- | -------------------- | ----------------------------------------------------------------------------- | -------------------- |
| RE9   | Rhein-Sieg-Express   | Aachen – Düren – Colônia – Siegburg/Bonn – Hennef – Siegen                    | DB Regio NRW         |
| RE16  | Ruhr-Sieg-Express    | Essen – Bochum – Witten – Hagen – Letmathe – (Finnentrop – Siegen) / Iserlohn | Abellio Rail NRW     |
| RB91  | Ruhr-Sieg-Bahn       | Hagen – Letmathe – (Finnentrop – Siegen) / Iserlohn                           | Abellio Rail NRW     |
| RB93  | Rothaarbahn          | Siegen – Kreuztal – Hilchenbach – Erndtebrück – Bad Berleburg                 | HLB Hessenbahn       |
| RB95  | Sieg-Dill-Bahn       | Au – Betzdorf – Siegen – Dillenburg                                           | HLB Hessenbahn       |
| RB90  | Westerwald-Sieg-Bahn | Siegen – Betzdorf – Au – Altenkirchen – Westerburg – Limburg an der Lahn      | HLB Hessenbahn       |
| RE99  | Main-Sieg-Express    | Siegen – Dillenburg – Wetzlar – Gießen – Friedberg – Frankfurt am Main        | Hessische Landesbahn |

Siegen dispõe de cinco estações de trem:
- Siegen, localizada, na Cidade Baixa,  no centro de Siegen, em frente ao terminal rodoviário Siegen ZOB. É por vezes denominada Siegen Hauptbahnhof (Hbf).
- Siegen-Weidenau, localizada no centro comercial do bairro de Weidenau.
- Siegen-Geisweid, localizada no centro comercial do bairro de Geisweid.
- Eiserfeld (Sieg), localizada no bairro de Eiserfeld.
- Niederschelden Nord, localizada no norte do bairro de Niederschelden.

Além destas, também a estação Niederschelden, localizada em Niederschelderhütten, no território do município de Mundersbach, é usada diariamente por diversos moradores de Siegen, especialmente pelos habitantes do sul do bairro de Niederschelden, que é diretamente próximo à estação.
Já houve diversos planos para a expansão e modernização da rede de trens da cidade de Siegen e da região de Vestfália do Sul. Entre outras, foram avaliadas as possibilidades de instalação de trens do tipo Stadtbahn e S-Bahn, bastante comuns em cidades de grande e médio porte, na Alemanha. Tais planos foram, no entanto, - apesar da demanda por transporte da cidade - rejeitados, em razão dos altos custos que implicariam.
A empresa Deutsche Bahn planeja reconectar a cidade de Siegen a sua linha de trens de alta velocidade a partir de dezembro de 2019. Os novos trens de dois andares do tipo “Intercity 2” deverão parar na estação central de Siegen, percorrendo o trajeto Münster/Dortmund–Siegen–Frankfurt am Main. Siegen já pertenceu em outras ocasiões à rede de transportes de longa distância (Fernverkehr) da Alemanha. Até 2002, por exemplo, o trem de alta velocidade IC (Intercity) parava na estação central da cidade, em seu trajeto entre Dortumund e Frankfurt am Main. Este trajeto foi, no entanto, em razão da baixa demanda, suprimido. Por Siegen também passava, entre 2009 e 2011, um trem de alta velocidade do tipo Eurocity, que partia diariamente da cidade, ligando-a à capital da Croácia, Zagreb, com paradas em Frankfurt am Main, Munique e Klagenfurt. A linha foi igualmente suprimida pela baixa demanda.

#### Ônibus(pt-BR)ouAutocarros(pt-PT?)
A primeira linha regular de ônibus à gasolina do mundo entrou em operação em 18 de março de 1895 e interligava as cidades de Siegen e Netphen. Ela era administrada pela companhia Netphener Omnibusgesellschaft.
O sistema de ônibus da cidade de Siegen é constituído por oito tipos de linhas:
| Tipo de linha   | Área de circulação                            | Particularidade |
| --------------- | --------------------------------------------- | --- |
| Citylinie       | Território da cidade                          | circula apenas pela cidade de Siegen                                                                                     |
| Lokallinie      | Siegen e locais diretamente próximos a Siegen | – |
| Regionallinie   | Siegen e cidades ou municípios vizinhos       | Circula entre ao menos duas cidades ou municípios                                                                        |
| Uniexpresslinie | Território da cidade                          | Shuttle bus da Universidade de Siegen                                                                                    |
| Schnellbuslinie | Siegen e cidades vizinhas                     | Para apenas em alguns pontos                                                                                             |
| Kleinbus        | Território da cidade                          | Circula em lugares com baixa demanda de passageiros                                                                      |
| Taxibus         | Todas as localidades                          | Circula apenas sob encomenda, em horários pré-determinados em que há baixa demanda de passageiros                        |
| Nachtbuslinie   | Siegen e cidades vizinhas                     | Circula apenas nas madrugadas de sexta-feira para sábado e sábado para domingo                                           |
| Magolves-Linie  | Siegen – Estádio Leimbach                     | Shuttle bus que liga a estação centra de trem de Siegen ao estádio Leimbach em dias de jogos do esquipe de futebol local |
| Hübbelbummler   | Siegen – Cidade Alta                          | Ônibus turístico |

Para o trânsito em veículos regulares de transporte público local de pessoas (Öffentliches Personennahverkehr, ÖPNV) em Siegen e seus arredores valem as tarifas da companhia local Vekehrsgemeinschaft Westfalen Süd (VGWS). Estudantes da Universidade de Siegen devem pagar uma tarifa semestral para a inscrição em novas disciplinas na universidade. Esta tarifa inclui os custos do Semeterticket NRW/VGWS, um cartão que lhes permite utilizar à vontade todo o sistema de transportes públicos (ônibus, trens, bondes, metrôs, etc.) - à exceção de trens de alta velocidade (isto é, os trens de tipo IC, ICE e EC) em todo o estado da Renânia do Norte-Vestfália ao longo de todo o semestre.
Os ônibus são administrados pelas companhias Verkehrsbetrieb Westfalen-Süd (de Siegen) e Westfalenbus (de Meschede), esta última um empreendimento da DB Regio NRW. Como em toda a Alemanha, os ônibus circulam segundo horários pré-determinados, disponibilizados em cada ponto ou no sítio da companhia VGWS. Nos finais de semana, muitas linhas de ônibus não circulam ou circulam a intervalos de tempo significativamente maiores.

##### Citybus
Há 20 linha do tipo Citybus, as quais ligam o terminal rodoviário Siegen ZOB aos diversos bairros da cidade. Cada linha circula a uma frequência de 30 ou 60 minutos.
| Linha | Ponto de partida | Ponto Final               | Trajeto                                                            | Bairros abrangidos                                            | Frequência (em minutos)* |
| ----- | ---------------- | ------------------------- | ------------------------------------------------------------------ | ------------------------------------------------------------- | ------------------------ |
| C100  | Siegen           | Eisern                    | Siegen ZOB – Eiserfeld                                             | Siegen, Eiserfeld, Eisern                                     | 30                       |
| C101  | Siegen           | Oberschelden              | Siegen ZOB – Eiserfeld – Gosenbach                                 | Oberschelden, Gosenbach, Niederschelden, Eiserfeld, Siegen    | 30                       |
| C102  | Siegen           | Jung-Stilling-Krankenhaus | Siegen ZOB – Leimbachstr./Rosterberg                               | Siegen (Innenstadt, Rosterberg, Leimbachstraße)               | 30                       |
| C103  | Siegen           | Lindenbergsiedlung        | Siegen ZOB – Fludersbach                                           | Siegen                                                        | 60                       |
| C104  | Siegen           | Winchenbach               | Siegen ZOB – Winchenbach – Fludersbach                             | Siegen                                                        | 60                       |
| C105  | Siegen           | Weidenau                  | Siegen ZOB – Oberstadt – Giersberg – Dautenbach                    | Weidenau, Siegen                                              | 30                       |
| C106  | Siegen           | Universidade de Siegen    | Siegen ZOB – Oberstadt – Bürbach – Weidenau ZOB                    | Weidenau, Siegen                                              | 30                       |
| C109  | Siegen           | Breitenbach               | Siegen ZOB – Oberstadt – Kaan – Volnsberg                          | Breitenbach, Volnsberg, Kaan-Marienborn, Siegen               | 60                       |
| C111  | Fischbacherberg  | Universidade de Siegen    | Fischbacherberg - Siegen ZOB - Weidenau ZOB                        | Weidenau, Siegen                                              | 30                       |
| C112  | Siegen           | Niederschelden            | Siegen ZOB - IKEA - Achenbach - Alte Dreisbach                     | Niederschelden, Niederschelden (Dreisbach), Achenbach, Siegen | 60                       |
| C113  | Siegen           | Oberschelden              | Siegen ZOB - Heidenberg - Achenbach - Gosenbach                    | Oberschelden, Gosenbach, Siegen                               | 60                       |
| C116  | Siegen           | Weidenau                  | Siegen ZOB - Wellersberg/Kindesklinik - Weidenau ZOB               | Weidenau, Siegen                                              | 30                       |
| C117  | Siegen           | Trupbach                  | Siegen ZOB - Hermelsbacherfriedhof                                 | Trupbach, Siegen                                              | 60                       |
| C123  | Siegen           | Weidenau                  | Siegen ZOB - Oberstadt - Giersberg (Siegen) - Giersberg (Weidenau) | Weidenau, Siegen                                              | 30                       |
| C125  | Siegen           | Niederschelden            | Siegen ZOB - Hengsbach - Alte Dreisbach                            | Niederschelden, Niederschelden (Dreisbach), Siegen            | 60                       |
| C130  | Siegen           | Buchen                    | Siegen ZOB - Weidenau ZOB - Geisweid ZOB                           | Geisweid (Wenscht), Weidenau, Siegen                          | 30                       |
| C132  | Geisweid         | Geisweid                  | Geisweid ZOB - Birlenbach                                          | Geisweid, Langenholdinghausen, Birlenbach                     | 60                       |
| C133  | Geisweid         | Geisweid                  | Geisweid ZOB - Sohlbach - Buchen                                   | Sohlbach-Buchen, Geisweid, Weidenau, Siegen                   | 60                       |
| C134  | Geisweid         | Geisweid                  | Geisweid ZOB - Hoher Rain                                          | Geisweid, Geisweid (Hoher Rain)                               | 60                       |
| C135  | Geisweid         | Obersetzen                | Geisweid ZOB - Niedersetzen                                        | Geisweid, Niedersetzen, Obersetzen                            | 60                       |

*Informações relativas ao ano de 2016. Frequência relativa aos horários de maior movimento.

##### Lokalbus
Há apenas quatro linhas do tipo Lokal, que ligam Siegen e seus arredores. Os ônibus das linhas deste tipo circulam a intervalos maiores de tempo.
| Linha | Ponto de partida | Ponto final      | Trajeto                                                                                       | Frequência (em minutos)* |
| ----- | ---------------- | ---------------- | --------------------------------------------------------------------------------------------- | ------------------------ |
| L110  | Siegen           | Dreis-Tiefenbach | Siegen ZOB - Weidenau ZOB - Herrenwiese                                                       | -                        |
| L115  | Siegen           | Johanneshütte    | Siegen ZOB - Johanneshütte                                                                    | -                        |
| L129  | Siegen           | Siegen           | Siegen ZOB - Hengsbach - Siegen Betriebshof                                                   | -                        |
| L122  | Siegen           | Unglinghausen    | Siegen ZOB - Oberstadt - Weidenau ZOB - Känerberg - Kornberg - Heckersberg - Dreis-Tiefenbach | 60                       |

*Informações relativas ao ano de 2016. Frequência relativa aos horários de maior movimento.

##### Regionalbus
Há 11 linhas de ônibus do tipo Regional, que ligam Siegen a cidades e municípios vizinhos. Também os ônibus destas linha circulam a intervalos largos de tempo. A única exceção é a linha R10, que liga os três principais centros populacionais de Siegen (Siegen ZOB, Weidenau ZOB e Geisweid ZOB) à cidade de Kreutztal, cobrindo, portanto, o trajeto de maior demanda da região.
| Linha | Ponto de partida | Ponto final     | Trajeto                                                              | Frequência (em minutos)* |
| ----- | ---------------- | --------------- | -------------------------------------------------------------------- | ------------------------ |
| R10   | Siegen           | Kreuztal        | Siegen ZOB - Weidenau ZOB - Geisweid ZOB (- Littfeld)                | 15/5                     |
| R12   | Siegen           | Wilgersdorf     | Siegen ZOB - Kaan - Niederdielfen - Wilnsdorf                        | 60                       |
| R13   | Siegen           | Wilgersdorf     | Siegen ZOB - Kaan - Rudersdorf - Gernsdorf                           | 60                       |
| R14   | Siegen           | Eisern          | Siegen ZOB - Lindenbergsiedlung - Rödgen - Obersdorf                 | 60                       |
| R16   | Siegen           | Netphen         | Siegen ZOB - Weidenau ZOB - Netphen - Deuz - Hainchen (- Rudersdorf) | 30                       |
| R22   | Siegen           | Neunkirchen     | Siegen ZOB - Eiserfeld - Neunkirchen                                 | 30/60                    |
| R27   | Siegen           | Bad Berleburg   | Siegen ZOB - Weidenau ZOB - Netphen - Erndtebrück                    | -                        |
| R37   | Siegen           | Freudenberg     | Siegen ZOB - Seelbach - Alchen - Bühl - Büschergrund                 | 30/60                    |
| R38   | Siegen           | Freudenberg     | Siegen ZOB - Seelbach - Lindenberg                                   | 30/60                    |
| R39   | Siegen           | Niederfischbach | Siegen ZOB - Seelbach - Niederndorf                                  | 30/60                    |
| R51   | Siegen           | Olpe            | Siegen ZOB - Weidenau ZOB - Geisweid ZOB - Meiswinkel - Wenden       | 60                       |

*Informações relativas ao ano de 2016. Frequência relativa aos horários de maior movimento.

##### UniExpress
Para garantir o rápido transporte dos estudantes para o remoto topo da montanha Haardt, onde se localizam os principais campi da Universidade de Siegen, foram inauguradas em 1° de outubro de 2012 as linhas de tipo UniExpress. Os ônibus das linhas deste tipo circulam apenas de segunda a sexta-feira, durante o período letivo, entre 7:28 e 19:47, em intervalos irregulares, segundo a demanda de passageiros. Os ônibus das linhas UX1, UX2 e UX3 circulam a uma frequência de 10 minutos nos horários de maior demanda (entre 8:00 e 10:00)
| Linha | Ponto de partida    | Ponto final    | Trajeto*                               |
| ----- | ------------------- | -------------- | -------------------------------------- |
| UX1   | Siegen ZOB          | Universität AR | Hüttentalstraße (HTS) - Auf den Hütten |
| UX2   | Weidenau ZOB        | Universität AR | Auf den Hütten                         |
| UX3   | Weidenau ZOB        | Universität H  | Grube neue Haardt                      |
| UX4   | Universität ENC     | Universität AR | Hüttentalstraße (HTS)                  |
| UX5   | Langenholdinghausen | Universität AR | Geisweid                               |
| UX6   | Siegen ZOB          | Universität AR | Kölner Tor - Universität H             |

*Informações relativas ao ano de 2016.

##### Schnellbus
Há apenas três linhas do tipo Schnell (literalmente, "veloz"), que ligam Siegen a cidades vizinhas. A frequência com que os ônibus das linhas deste tipo circulam é bastante baixa e els param apenas em alguns pontos de seus longos trajetos.
| Linha | Ponto de partida | Ponto final | Trajeto                                      | Frequência (em minutos)* |
| ----- | ---------------- | ----------- | -------------------------------------------- | ------------------------ |
| SB1   | Siegen           | Olpe        | Siegen ZOB - Bundesautobahn - Olpe           | 60                       |
| SB4   | Siegen           | Burbach     | Siegen ZOB - Rödgen - Wilnsdorf - Würgendorf | 60/120                   |
| SB5   | Siegen           | Bad Laasphe | Siegen ZOB - Feuersbach - Deuz               | 120                      |

*Informações relativas ao ano de 2016. Frequência relativa aos horários de maior movimento.

##### Nachtbus
Há seis linhas de ônibus deste tipo, as quais circulam nas madrugadas de sexta-feira para sábado e de sábado para domingo, ligando as áreas de maior concentração populacional de Siegen e seus arredores. Eles custam 2 euros a mais que os ônibus das linhas regulares.
| Linha | Ponto de partida | Ponto final | Trajeto                                                         | Horário de circulação* |
| ----- | ---------------- | ----------- | --------------------------------------------------------------- | ---------------------- |
| N1    | Siegen           | Kreuztal    | Siegen ZOB - Weidenau ZOB - Geisweid ZOB                        | 0 - 3 Uhr              |
| N2    | Siegen           | Gosenbach   | Siegen ZOB - Eiserfeld                                          | 0 - 2 Uhr              |
| N4    | Siegen           | Freudenberg | Siegen ZOB - Seelbach - Lindenberg                              | 0 - 2 Uhr              |
| N5    | Siegen           | Netphen     | Siegen ZOB - Weidenau ZOB - Dreis-Tiefenbach - Netphen (- Deuz) | 0 - 2 Uhr              |
| N6    | Siegen           | Wilnsdorf   | Siegen ZOB - Kaan - Niederdielfen - Wilnsdorf                   | 0 - 2 Uhr              |

*Informações relativas ao ano de 2016.

##### Magolves
Os ônibus desta linhas são Shuttle buses, que ligam o terminal rodoviário Siegen ZOB a Estádio Leimbach no dias de partidas do time de futebol local Sportfreunde Siegen. Eles começam a circular uma hora antes do jogo e partem a intervalos de 10 minutos. A passagem é grátis para os portadores de uma entrada válida para a partida.
| Linha | Ponto de partida | Ponto final | Trajeto                      | Frequência (em minutos)* |
| ----- | ---------------- | ----------- | ---------------------------- | ------------------------ |
| M1    | Siegen           | Siegen      | Siegen ZOB - Leimbachstadion | 10                       |

*Informações relativas ao ano de 2016.

##### Hübbelbummler

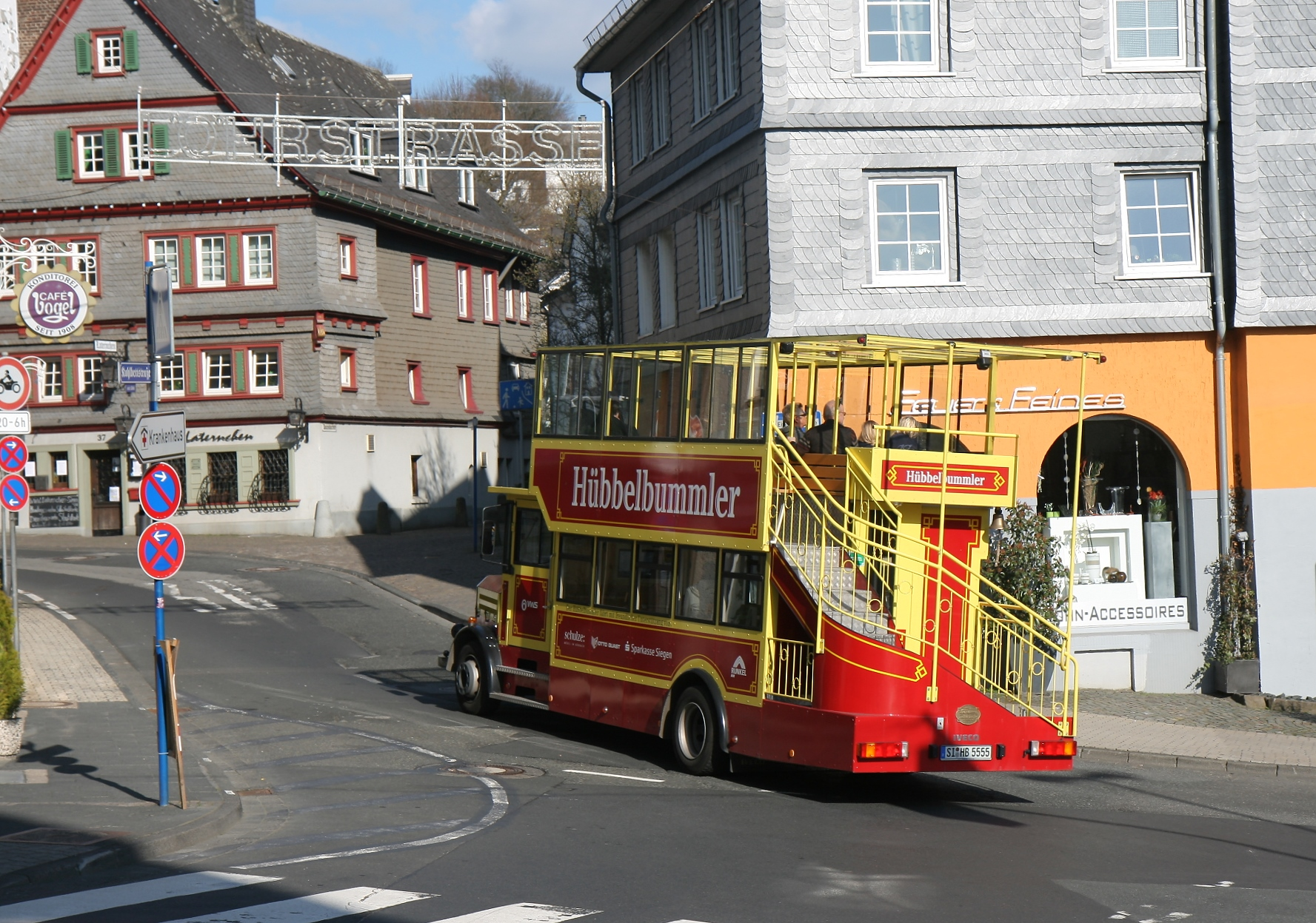
O ônibus Hübbelbummler.

Desde outubro de 2006, circula na cidade, em complemento às linhas de tipo Citybus e Lokalbuslinien, o ônibus Hübbelbummler, que segue o trajeto entre o terminal rodoviário Siegen ZOB e a Cidade Alta. O único automóvel da linha é de cor amarelo-vermelha, com dois andares, em estilo nostálgico. Uma passagem Hübbelbummler permite a interrupção da viagem e a sua continuidade em um momento posterior. Tickets regulares da VGWS não são válidos para esta linha.
| Linha | Ponto de partida | Ponto final | Trajeto                | Frequência (em minutos)* |
| ----- | ---------------- | ----------- | ---------------------- | ------------------------ |
| H1    | Siegen           | Siegen      | Siegen ZOB - Oberstadt | 30                       |

*Informações relativas ao ano de 2016. Frequência relativa aos horários de maior movimento.

#### Estradas e estacionamentos
Siegen está conectada às seguintes rodovias:
- A 45 (E40/41), que liga Dortmund a Aschaffenburg, passando por Frankfurt am Main (linha de Sauerland)
- A 4 (E40), que liga Aachen a Görlitz, passando por Colônia.

A paisagem da cidade é fortemente marcado pela estrada Hüttentalstraße (HTS, B 54/B 62), que atravessa o território municipal, em grande parte em forma de viaduto.

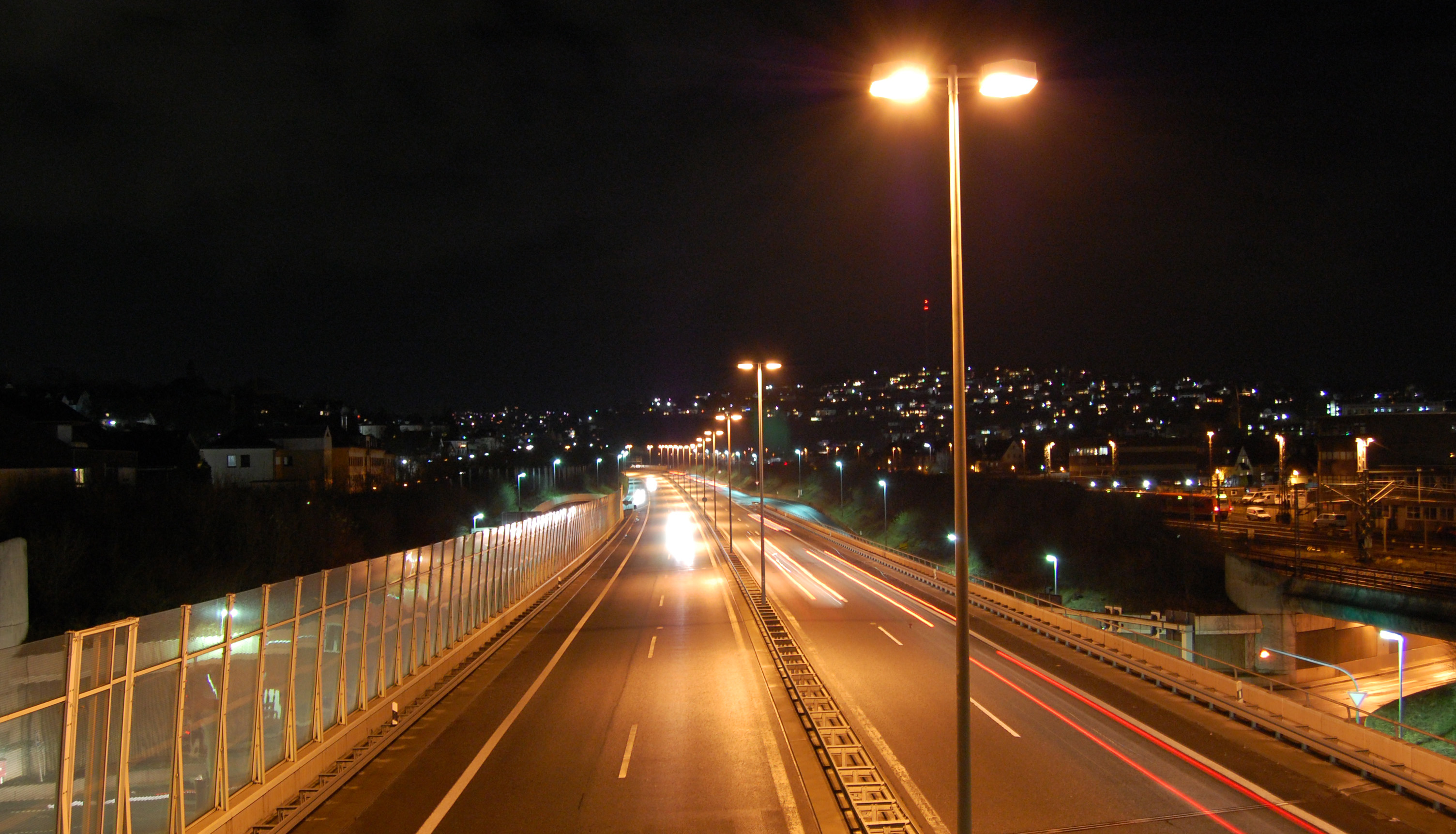
A estrada Hüttentalstraße, que atravessa a cidade de Siegen.

Entre 2001 e 2006, a rodovia A 4 foi expandida entre a AS 28 Wenden e Kreutztal. No bairro de Krombach, em Kreutztal, a rodovia se conecta à estrada Hüttentalstaße (B 54). O último trecho da obra foi inaugurado em 1° de dezembro de 2006. Ao longo dos doze quilômetros de comprimento deste novo trecho, encontram-se oito pontes e dez passagens subterrâneas ou viadutos.
Além dos muitos estacionamentos de intercâmbio nas regiões periféricas de Siegen, o estacionamento de veículos de passeio no centro é feito normalmente sob pagamento, em edifícios-garagem ou estacionamentos comuns, e, em parte e apenas por intervalos de tempo limitados, em vagas de rua regularmente sinalizadas. Há três estacionamentos na Cidade Alta: um, no início da Löhrstraße (Parkhaus am Löhrtor); outro, na Hinterstraße; o terceiro, uma garagem subterrânea, localiza-se sob a loja de departamentos Karstadt. Na Cidade Baixa encontram-se, entre outros, três grandes estacionamentos: o Parkhaus Heeserstarße – aberto em 14 de fevereiro de 1974 –, o Parkhaus Morleystraße, próximo ao teatro Apollo, e o estacionamento da City Galerie.

#### Ciclovias
A cidade de Siegen está conectada à ciclovia europeia de longa-distância E1, que liga o centro da Suécia à Úmbria, na Itália. Além disso, a cidade está ligada à rede de ciclovias do estado da Renânia do Norte-Vestfália. Há, no entanto, poucas ciclovias no interior da cidade. O uso de bicicletas é, por isso, autorizado em alguns trechos dos corredores de ônibus. A estrutura da cidade e de seus arredores foi pensada fundamentalmente para o uso de veículos automotivos. Por este motivo, e também por conta do acidentado relevo da cidade, o transporte por bicicleta exerce um papel secundário em Siegen; diferentemente do que ocorre em outras cidades alemãs, os ciclistas são uma exceção em Siegen.
Como em toda a Alemanha, o transporte de bicicletas é autorizado em muitos coletivos, nos setores sinalizados para tal fim.

## Moradores ilustres
- Henrique de Nassau (1483-1538), militar e conde da casa de Nassau.
- Johannes Althusius (1557 ou 1563 - 1638), filósofo e teólogo calvinista.
- Peter Paul Rubens (1577-1640), pintor barroco.
- João Maurício de Nassau (1604-1679), príncipe de Nassau-Siegen. Entre 1637 e 1644 administrou e expandiu os domínios territoriais holandeses no nordeste do Brasil.
- Friedrich Reusch (1843-1906), escultor.
- Heinrich Kreutz (1854-1907), astrônomo.
- Heinrich Schenk (1860-1927), botânico.
- Fritz Busch (1890-1951), maestro, diretor musical da Metropolitan Opera de Nova York entre 1945 e 1949.
- Adolf Busch (1891-1952), violinista e compositor, irmão de Fritz Busch.
- Paul Giesler (1891-1945), político.
- Heinrich Gontermann (1896-1917), célebre piloto das Luftstreitkräfte durante a Primeira Guerra Mundial.
- Michael Keller (1896-1961), bispo de Münster entre 1947 e 1961.
- Therese Giehse (1898-1975), atriz. Atuou em filmes de Max Ophüls, Julien Duvivier, Paul Verhoeven e Louis Malle, entre outros.
- Hermann Giesler (1898-1987), arquiteto, irmão de Paul Giesler.
- Bernd Becher (1931-2007), fotógrafo, marido de Hilla Becher.
- Hilla Becher (1934-2015), fotógrafa, mulher de Bernd Becher.
- Rolf Stommelen (1943-1983), automobilista.
- Gerhard Schröder (1944), ex-chanceler da Alemanha.
- Josef Clemens (1947), bispo católico, secretário do Pontifício Conselho para os Leigos, no Vaticano, e ex-secretário pessoal do cardeal Joseph Ratzinger.
- Wolfgang Neuser (1950), filósofo.
- Reinhard Goebel (1952), violinista e maestro.
- Axel A. Weber (1957), economista, ex-presidente da Deutsche Bundesbank.
- Uwe Boll (1965), cineasta.
- Kerstin Szymkowiak (1977), ex-piloto de skeleton, vencedora da medalha de prata nos Jogos Olímpicos de Inverno de 2010, em Vancouver.
- Florian Kringe (1982), jogador de futebol.